# 21. September
Der 21. September ist der 264. Tag des gregorianischen Kalenders (der 265. in Schaltjahren), somit bleiben 101 Tage bis zum Jahresende.

## Ereignisse

### Politik und Weltgeschehen
- 0454: Der römische Kaiser Valentinian III. ermordet seinen Feldherren Aëtius.
- 1327: Der englische König Eduard II., der im Januar auf den Thron verzichtet hat, wird im Gefängnis der Burg von Berkeley ermordet.
- 1337: In der Schlacht bei Grynau in der Zeit der Schweizer Habsburgerkriege behalten die Zürcher die Oberhand gegenüber den Truppen eines Adelsbundes.

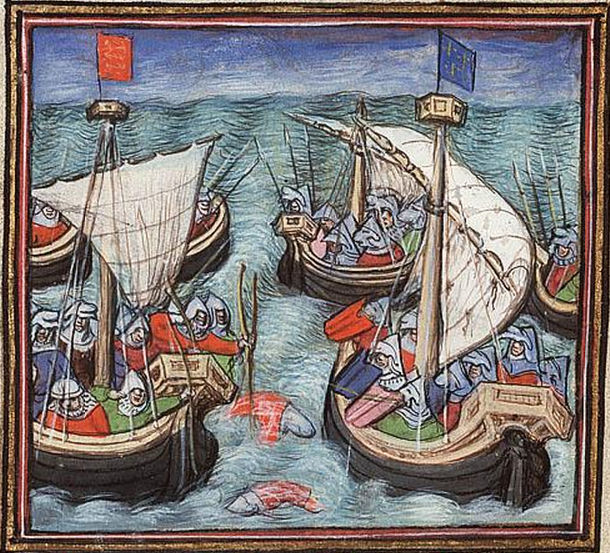
1338: Seeschlacht von Arnemuiden

- 1338: Das Seegefecht von Arnemuiden ist das erste mit Kanonen ausgetragene Seegefecht. Fünf englische Nefs werden von einer französischen Flotte in der Anfangszeit des Hundertjährigen Kriegs nach tapferem Widerstand bezwungen.
- 1433: In der Schlacht bei Hiltersried besiegt Pfalzgraf Johann von Pfalz-Neumarkt die Hussiten.
- 1435: Im Vertrag von Arras verständigen sich mit König Karl VII. von Frankreich und Herzog Philipp die Herrscher von Frankreich und Burgund über eine Beilegung ihres jahrelang schwelenden Konfliktes, des Bürgerkriegs der Armagnacs und Bourguignons. Mit England kommt hingegen bei dieser Friedenskonferenz kein Einvernehmen zur Beendigung des Krieges zustande.

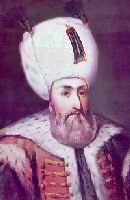
1520: Süleyman I.

- 1520: Süleyman I. der Prächtige wird Sultan des Osmanischen Reiches und Kalif.
- 1745: Jakobitische Rebellen unter der Führung von Charles Edward Stuart schlagen in der Schlacht bei Prestonpans britische Regierungstruppen unter General Sir John Cope vernichtend und gewinnen damit zeitweilig die Herrschaft über ganz Schottland.
- 1746: Eine französische Streitmacht unter Admiral Bertrand François Mahé de La Bourdonnais nimmt im Ersten Karnatischen Krieg die zuvor von den Briten beherrschte indische Stadt Madras ein.
- 1762: An der Brücker Mühle, einem strategisch bedeutenden Übergang über die Ohm bei Amöneburg, kommt es im Siebenjährigen Krieg zu einer Schlacht zwischen Frankreich und den mit Preußen verbündeten Hessen, Hannoveranern und Braunschweigern, die nach 14-stündigem Verlauf ohne klaren Sieger endet.
- 1792: In der Französischen Revolution erklärt der Nationalkonvent König Ludwig XVI. für abgesetzt, die Erste Französische Republik beginnt.
- 1809: In Putney Heath tragen der britische Außenminister George Canning und der Kriegsminister Viscount Castlereagh ein Duell aus.
- 1832: Im Black-Hawk-Purchase treten die Sauk und Meskwaki ihr östlich des Mississippi River gelegenes Land an die Vereinigten Staaten ab. Der Vertrag, der am 1. Juli des folgenden Jahres in Kraft tritt, beendet den Black-Hawk-Krieg. Der Häuptling Black Hawk ist am Vertrag unbeteiligt, da er sich in Gefangenschaft befindet.

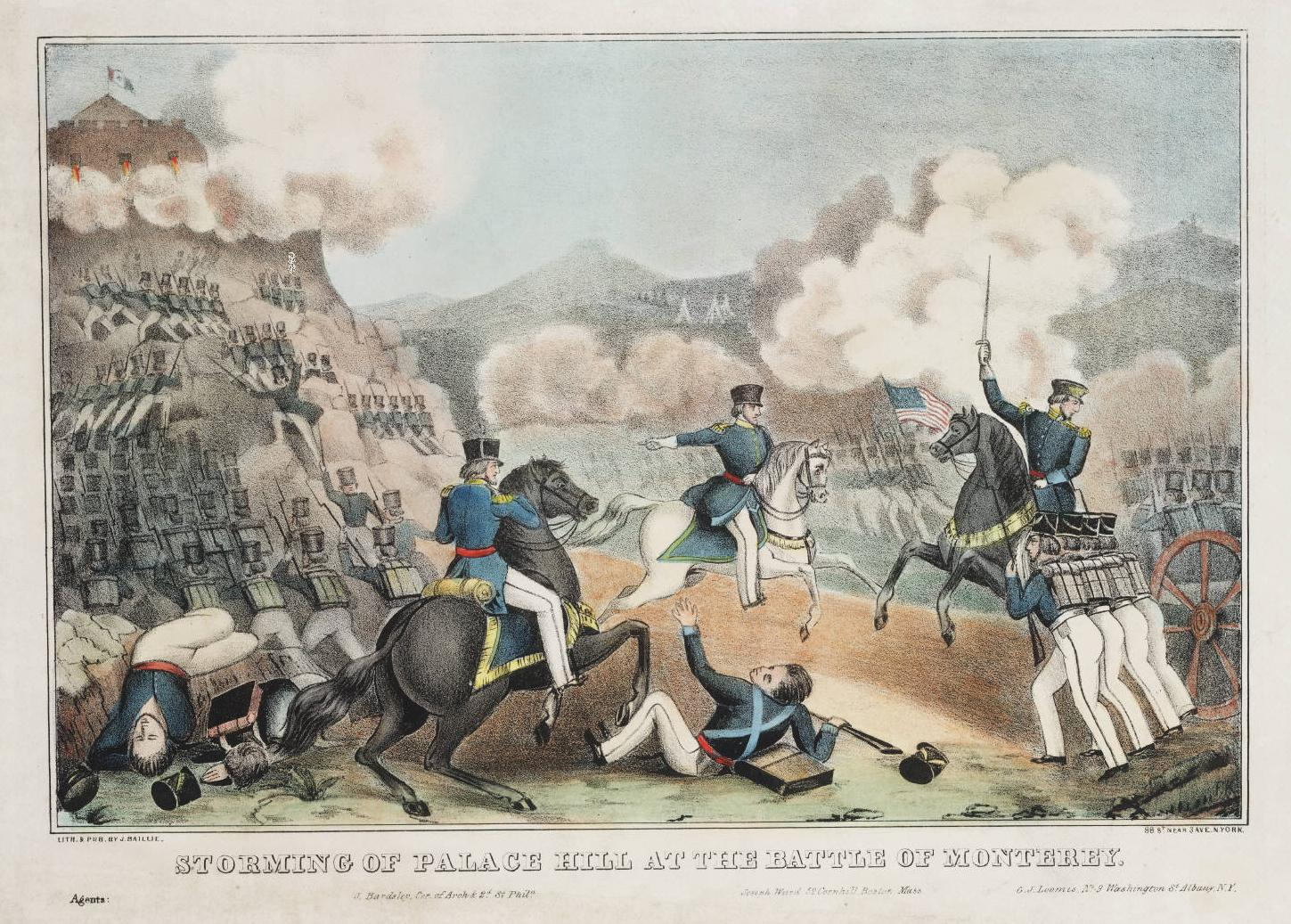
1846: Schlacht von Monterrey

- 1846: Während des Mexikanisch-Amerikanischen Krieges beginnt die Schlacht von Monterrey.
- 1848: Gustav Struve und seine Frau Amalie, die bereits am Heckeraufstand im März teilgenommen haben, rufen im Rathaus von Lörrach die Deutsche Republik aus. Auch dieser Ansatz zu einer Badischen Revolution wird nach wenigen Tagen niedergeschlagen.
- 1898: Im Kaiserreich China stürzt die Kaisermutter Cixi ihren Neffen, den Guangxu-Kaiser, und beendet dessen Hundert-Tage-Reform.
- 1916: SPD in der Krise: Der Parteivorsitzende Friedrich Ebert berichtet auf der Reichskonferenz von einem Schrumpfen der Mitgliederzahl um 64 %.
- 1933: Vor dem IV. Strafsenat des Reichsgerichts in Leipzig beginnt der Reichstagsbrandprozess. Der Tat angeklagt sind Marinus van der Lubbe und die Kommunisten Ernst Torgler, Georgi Dimitroff, Blagoi Popow und Wassil Tanew.
- 1944: Durch eine gezielte Indiskretion wird der Morgenthau-Plan des US-Finanzministeriums zum Nachkriegsdeutschland publik. US-Präsident Franklin D. Roosevelt distanziert sich nach stark ablehnenden Reaktionen bald von diesem Papier.
- 1949: Die Alliierte Hohe Kommission nimmt auf der Basis des Besatzungsstatuts ihre Arbeit in Deutschland auf.
- 1949: Aufhebung der Zensur und der Reglementierung der Presse im Nachkriegsdeutschland durch die Besatzungsmächte.
- 1949: Das Inkrafttreten des Besatzungsstatuts gibt der Bundesrepublik Deutschland die vollständige Verfügung über die Judikative, Legislative und Exekutive zurück.
- 1953: Der nordkoreanische Kampfpilot No Kum-sok flüchtet mit einer MiG-15 nach Südkorea und bringt so den ersten Kampfjet dieses Typs in den Besitz der Vereinigten Staaten und deren Verbündeter.

1960: Flagge Panamas

- 1960: Erstmals wird neben der US-amerikanischen auch die panamaische Flagge über dem Panamakanal gehisst.
- 1964: Malta erlangt seine Unabhängigkeit von Großbritannien.
- 1971: Die Generalversammlung der Vereinten Nationen stimmt in ihrer 26. Sitzung der Aufnahme der Staaten Bhutan, Katar, Oman und Bahrain in die UN zu.
- 1972: Der Deutsche Bundestag billigt eine Rentenreform (Einführung der flexiblen Altersgrenze).
- 1979: Der zentralafrikanische Kaiser Bokassa I. wird durch David Dacko gestürzt und neuerlich die Zentralafrikanische Republik ausgerufen.
- 1981: Belize (bis zum 1. Juni 1973 Britisch-Honduras) wird ungeachtet der Territorialansprüche des Nachbarn Guatemala von Großbritannien unabhängig.
- 1991: Armenien erhält seine Unabhängigkeit von der Sowjetunion.
- 1991: Bürgerrechtler der ehemaligen DDR gründen die parteiliche Organisation Bündnis 90.

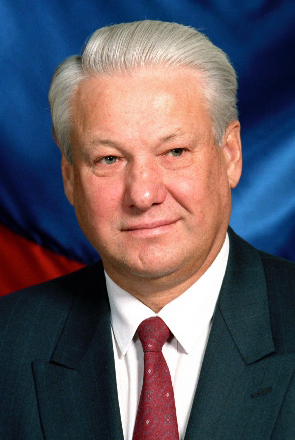
1993: Boris Jelzin

- 1993: Während der Russischen Verfassungskrise entmachtet der russische Staatspräsident Boris Jelzin das Parlament durch Auflösung des Volksdeputiertenkongresses und des Obersten Sowjets Russlands.
- 1993: Beim Anflug auf Sochumi in Georgien wird eine Tupolew Tu-134 der Transair Georgia von abchasischen Separatisten abgeschossen. Alle 27 Insassen sterben.
- 1997: Das neu gegründete Wahlbündnis Akcja Wyborcza Solidarność von Marian Krzaklewski siegt bei den Parlamentswahlen in Polen.
- 2002: Die Mitgliedsländer der Vereinten Nationen (UNO) begehen den 21. September zum ersten Mal ohne Ausnahme als Weltfriedenstag, nachdem dies am 7. September des Vorjahres einstimmig in der Vollversammlung beschlossen worden ist (UN-Resolution 55/282). Zuvor war dieser Tag schon 1981 am 30. November in der UN-Resolution 36/67 zum „International Day of Peace“ erklärt worden.

### Wirtschaft

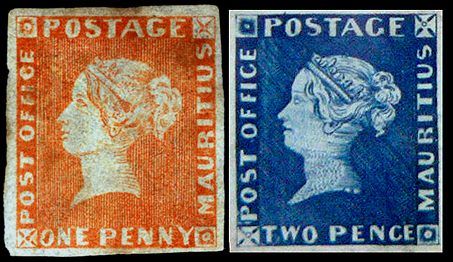
1847: Rote und Blaue Mauritius

- 1847: Auf der Insel Mauritius, einer britischen Kronkolonie, werden zweierlei Briefmarken ausgegeben, die Rote und Blaue Mauritius.
- 1852: In Baden-Baden beginnt Eduard Meßmer einen Laden mit Kolonialwaren zu betreiben, aus dem später das Tee-Handelsunternehmen Meßmer wird.
- 1892: Die Dresdner Bank übernimmt die Hamburger Anglo-Deutsche Bank, womit ihr Aufstieg zur einst zweitgrößten Bank Deutschlands beginnt.
- 1903: August Oetker lässt sich das Verfahren zur Herstellung von Backpulver patentieren.
- 1924: Das erste Teilstück der Autostrada dei Laghi zwischen Mailand und Varese wird vom italienischen König Viktor Emanuel III. als erste reine Autostraße der Welt freigegeben.
- 1931: Großbritannien verlässt den Goldstandard, das Pfund Sterling wird freie Währung.
- 2012: In Wilhelmshaven geht der JadeWeserPort offiziell in Betrieb.

### Wissenschaft und Technik

1457: Wappen der Universität Freiburg

- 1457: Die Albert-Ludwigs-Universität Freiburg wird gegründet.
- 1799: Die erste Gasheizung wird von dem französischen Erfinder Philippe Lebon zum Patent angemeldet.
- 1881: Der Erste Internationale Elektrizitätskongress legt für den elektrischen Widerstand Ohm als Maßeinheit fest. Er ehrt damit den deutschen Physiker Georg Simon Ohm und dessen Arbeit.
- 1884: Der Arlberg-Eisenbahntunnel wird dem Verkehr übergeben. Er hat eine Länge von 10,25 km.

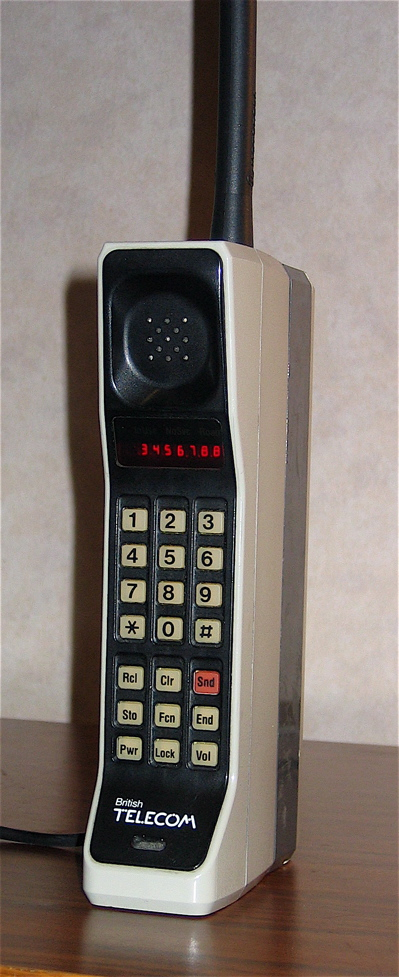
1983: Motorola Dyna TAC

- 1908: Der Mathematiker Hermann Minkowski hält in Köln einen Aufsehen erregenden Vortrag über Raum und Zeit, die Raumzeit gewinnt Konturen.
- 1910: Die von Kaiser Maximilian I. im Jahr 1865 aufgelöste Universität in Mexiko-Stadt wird als Nationale Autonome Universität von Mexiko neu gegründet.
- 1925: Das Skelett eines Frühmenschen wird in Ehringsdorf bei Weimar gefunden.
- 1942: Die Boeing B-29 Superfortress macht ihren Erstflug. Sie wird sich als größter und leistungsstärkster Bomber im Zweiten Weltkrieg erweisen.
- 1961: Der Transporthubschrauber Boeing-Vertol CH-47 Chinook unternimmt seinen Erstflug.
- 1964: Das US-amerikanische Versuchsflugzeug XB-70 Valkyrie absolviert seinen Erstflug.
- 1983: Das 800 Gramm schwere Mobiltelefon DynaTAC 8000X von Motorola wird in den USA als weltweit erstes Handy von der Federal Communications Commission zugelassen.
- 2003: Die Mission der amerikanischen Raumsonde Galileo endet durch einen kontrollierten Absturz in den Jupiter.
- 2004: In Dubai beginnen die Bauarbeiten für einen neuen Wolkenkratzer, der nach Fertigstellung den Namen Burj Khalifa erhält.

### Kultur

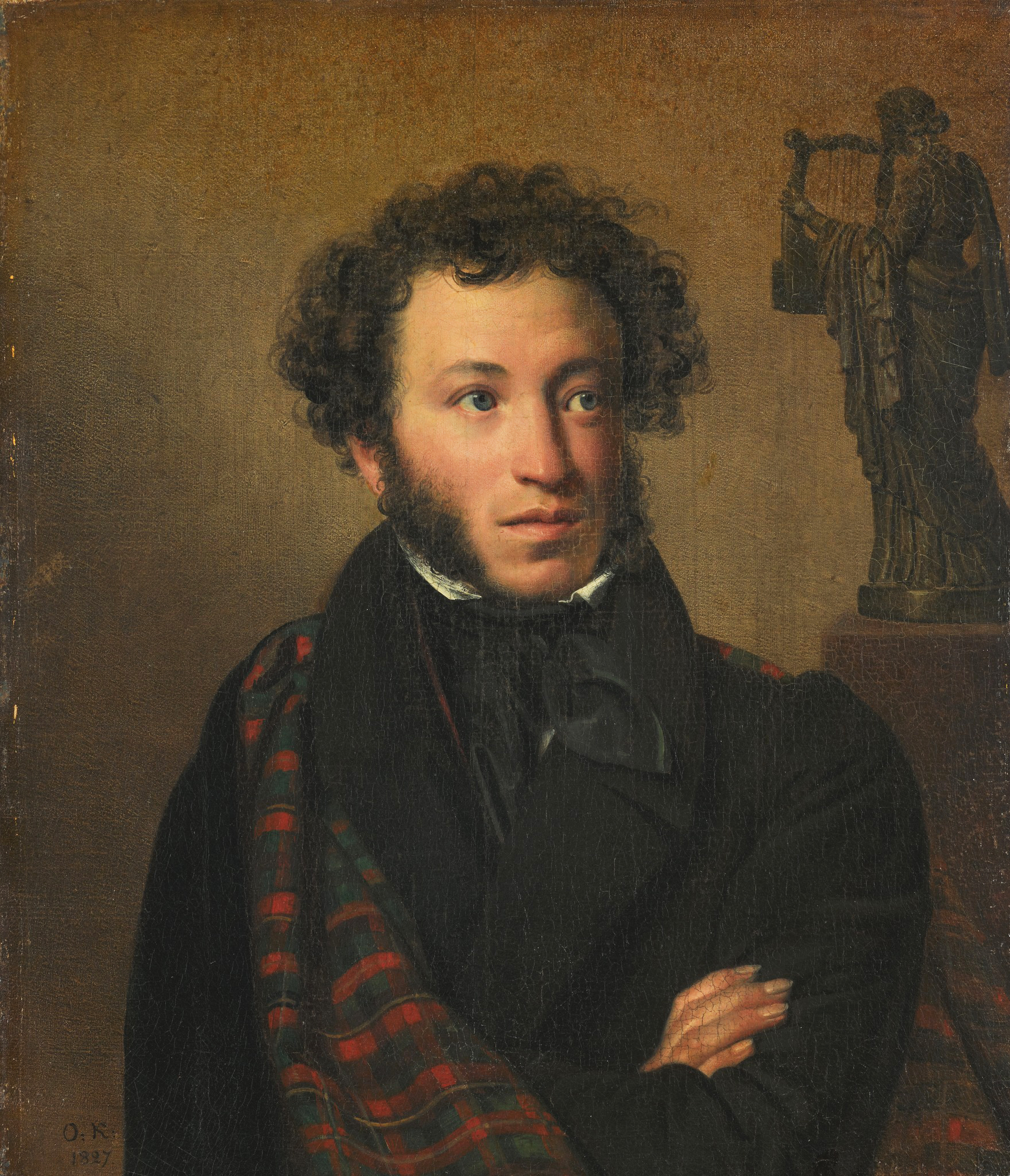
1820: Alexander Puschkin

- 1820: Alexander Puschkin wird nach Chișinău verbannt.
- 1846: Die sorbische Studentenvereinigung Serbowka wird gegründet.
- 1893: Die Uraufführung von Gerhart Hauptmanns sozialkritischer Komödie Der Biberpelz findet in Berlin statt.
- 1917: Die Operette Die Faschingsfee von Emmerich Kálmán wird am Johann Strauß-Theater in Wien uraufgeführt. Das Libretto stammt von Alfred Maria Willner und Rudolf Österreicher.
- 1920: Das Lied der Arbeiterbewegung Brüder, zur Sonne, zur Freiheit wird in Deutschland erstmals öffentlich gesungen.
- 1925: Radio-Kochsendungen mit Betty Crocker als Galionsfigur erreichen erstmals alle Hörer im Gebiet der USA.
- 1929: Die Uraufführung der Oper Engelbrekt von Natanael Berg findet am Kungliga Teatern in Stockholm statt.
- 1937: Das Fantasy-Buch The Hobbit (Der Hobbit) von J. R. R. Tolkien wird veröffentlicht.
- 1945: Die erste Modenschau der Nachkriegszeit findet in Paris statt.
- 1956: Der Magistrat der Stadt Berlin beschließt, das Brandenburger Tor wieder aufzubauen.
- 2004: Das National Museum of the American Indian in Washington, D.C., wird eröffnet.

### Gesellschaft
- 1793: Mit der Eröffnung des ersten Badehauses wird Heiligendamm zum ersten deutschen Seebad.

1877: Logo des Blauen Kreuzes

- 1877: Louis-Lucien Rochat gründet in Genf mit 27 weiteren Personen das Blaue Kreuz zur Hilfe für Suchtkranke.
- 1897: In der New York Sun erscheint die Antwort auf Virginia O’Hanlons Frage „Gibt es einen Weihnachtsmann?“ Erst nach dem Tod des Verfassers gibt die Zeitung im Jahr 1906 bekannt, dass das vielfach nachgedruckte Editorial von Francis Pharcellus Church stammt.
- 1991: In Heidelberg erfolgt die Gründung der deutschsprachigen Schwestern der Perpetuellen Indulgenz zur „Verbreitung von Freude, Spiritualität, Bewusstsein und Toleranz sowie der AIDS-Prävention und dem Sammeln von Geldern für schwule, lesbische und transgeschlechtliche Projekte und Gruppen sowie für HIV- und AIDS-Projekte“.

### Religion
- 1676: Benedetto Odescalchi wird zum Papst gewählt und gibt sich den Namen Innozenz XI.
- 1823: Dem späteren Religionsstifter Joseph Smith erscheint nach eigenen Angaben ein himmlisches Wesen namens Moroni, das ihn auf in einem nahen Hügel vergrabene antike Goldplatten hinweist.
- 1933: Der Pfarrernotbund wird als Reaktion auf den kirchlichen Arierparagraphen gegründet.

### Katastrophen
- 1869: Das Königliche Hoftheater Dresden wird bei einem verheerenden Brand vernichtet.

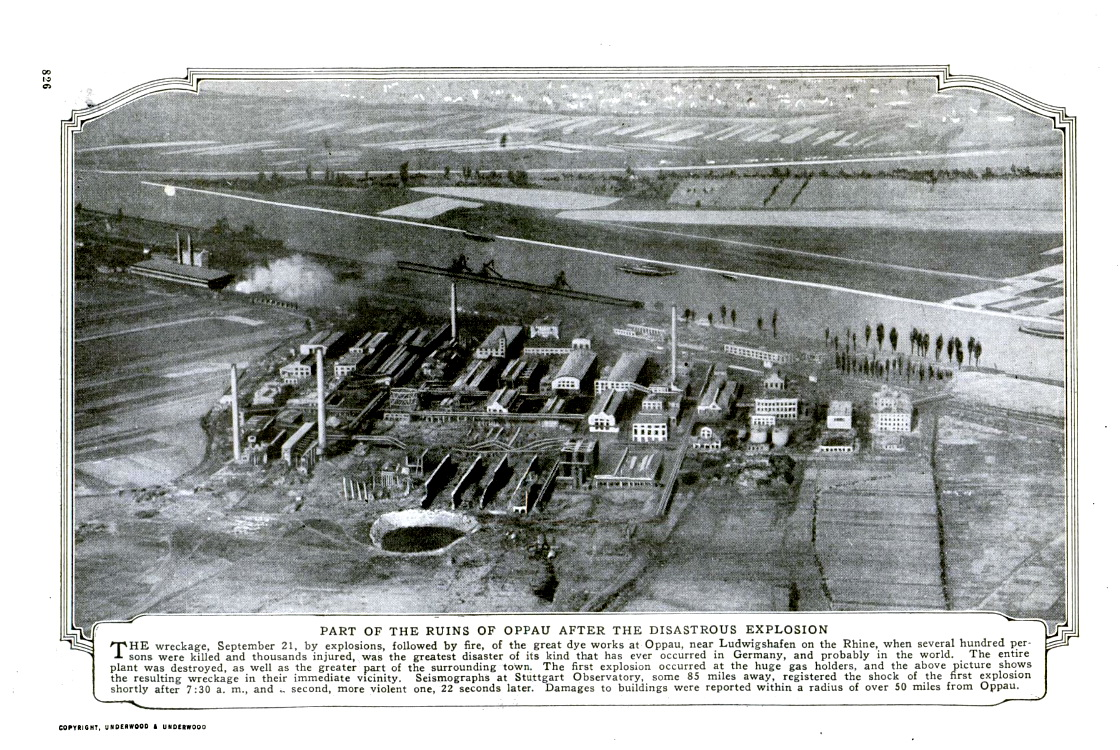
1921: Oppauer Stickstoffwerk nach der Explosion

- 1921: Durch die Explosion des Oppauer Stickstoffwerkes (Teil des BASF-Werks in Ludwigshafen-Oppau) werden 561 Menschen getötet, über 2000 verletzt und 900 von 1000 Wohnungen zerstört.
- 1938: Der Neuengland-Hurrikan trifft von Nordost Long Island bei New York. Durch den Hurrikan kommen zwischen 682 und 800 Menschen ums Leben, mehr als 57.000 Häuser werden beschädigt oder zerstört. Der Sachschaden wird auf 306 Millionen US-Dollar geschätzt.
- 1957: Beim Untergang des deutschen Segelschulschiffs Pamir in einem Orkan südwestlich der Azoren kommen 80 der 86 Besatzungsmitglieder ums Leben.
- 1999: Das Jiji-Erdbeben mit Epizentrum im Taiwanischen Zentralgebirge fordert über 2400 Menschenleben.
- 2001: Bei einem schweren Chemieunfall, der Explosion in Toulouse, sterben in der französischen Stadt 31 Menschen. Außerdem kommt es zu erheblichen Sachschäden.

Kleinere Unglücksfälle sind in den Unterartikeln von Katastrophe und in der Liste von Katastrophen aufgeführt.

### Sport
- 1899: Der Sportverein Stuttgarter Kickers wird gegründet.
- 1952: Die Fußballnationalmannschaft der DDR verliert ihr erstes offizielles Länderspiel in Warschau gegen Polen mit 0:3.

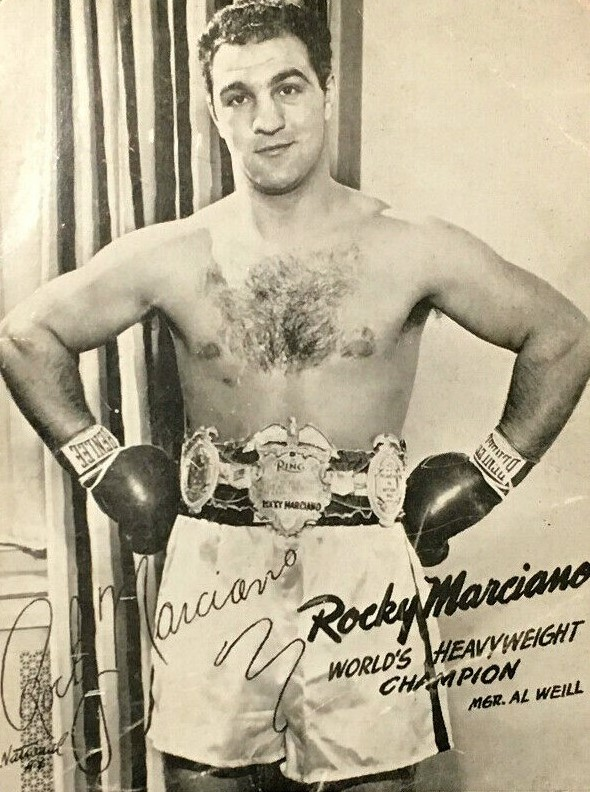
1955: Rocky Marciano

- 1955: Rocky Marciano verteidigt gegen seinen US-amerikanischen Landsmann Archie Moore zum sechsten und letzten Mal seinen Weltmeistertitel im Schwergewichtsboxer.
- 1956: Trotz Verbots durch den DFB findet in Essen vor 18.000 Zuschauern das erste, allerdings inoffizielle, Länderspiel einer deutschen Frauenfußball-Nationalmannschaft statt. Gegner Niederlande wird mit 2:1 besiegt.
- 1980: Gérard d’Aboville erreicht nach 72 Tagen den Hafen Brest und wird damit der erste Mensch, der alleine im Ruderboot den Atlantik überquert hat.
- 1985: Michael Spinks gewinnt seinen Boxkampf und damit die Weltmeisterschaft im Schwergewicht gegen Larry Holmes. Für Holmes ist es die erste Niederlage nach 48 Siegen.
- 2011: Der deutsche Radrennfahrer Tony Martin gewinnt bei den UCI-Straßen-Weltmeisterschaften in Kopenhagen zum ersten Mal die Weltmeisterschaft im Einzelzeitfahren.

Einträge von Leichtathletik-Weltrekorden befinden sich unter der jeweiligen Disziplin unter Leichtathletik.

## Geboren

### Vor dem 18. Jahrhundert

Hongwu (* 1328)
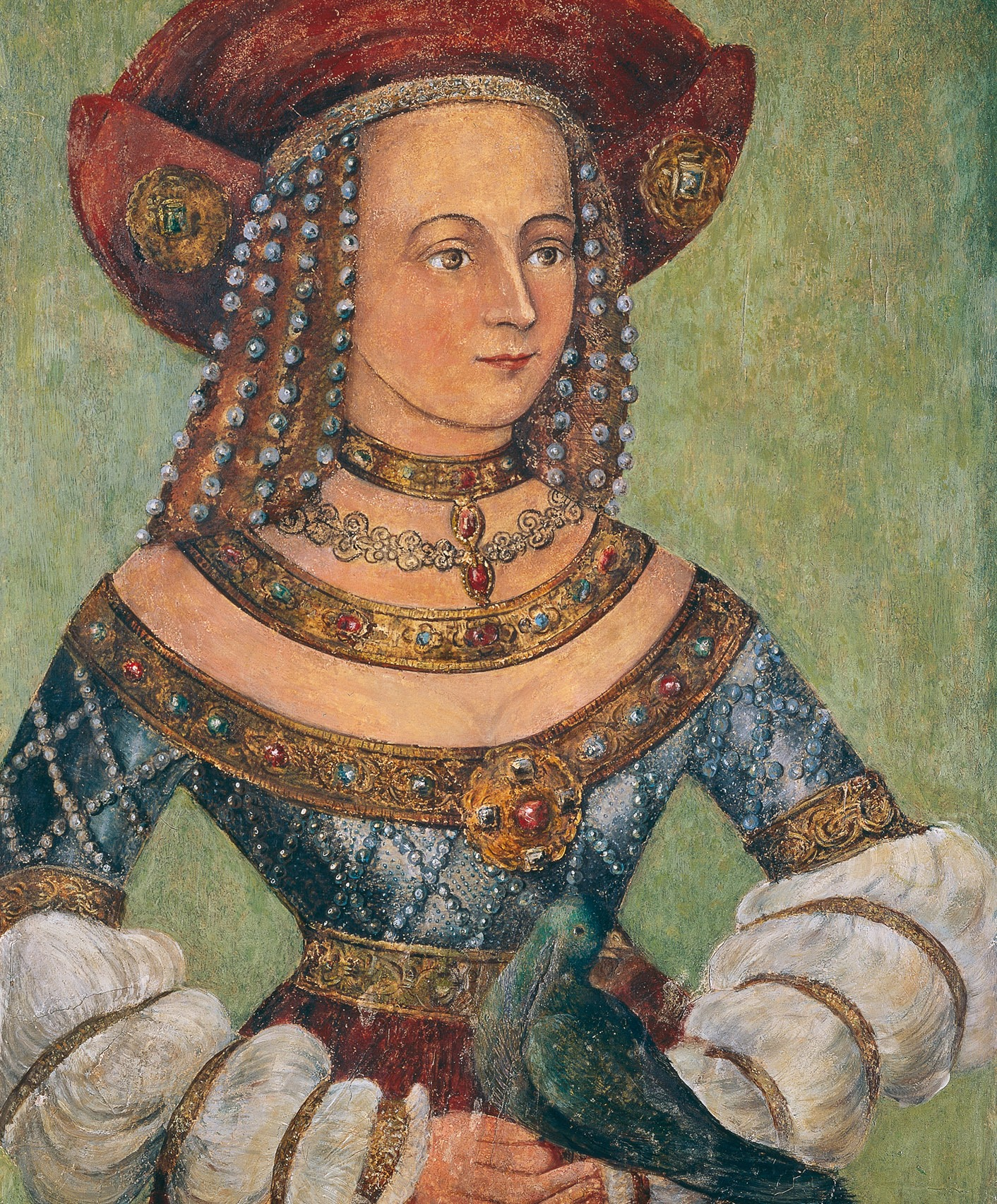
Hedwig Jagiellonica (* 1457)
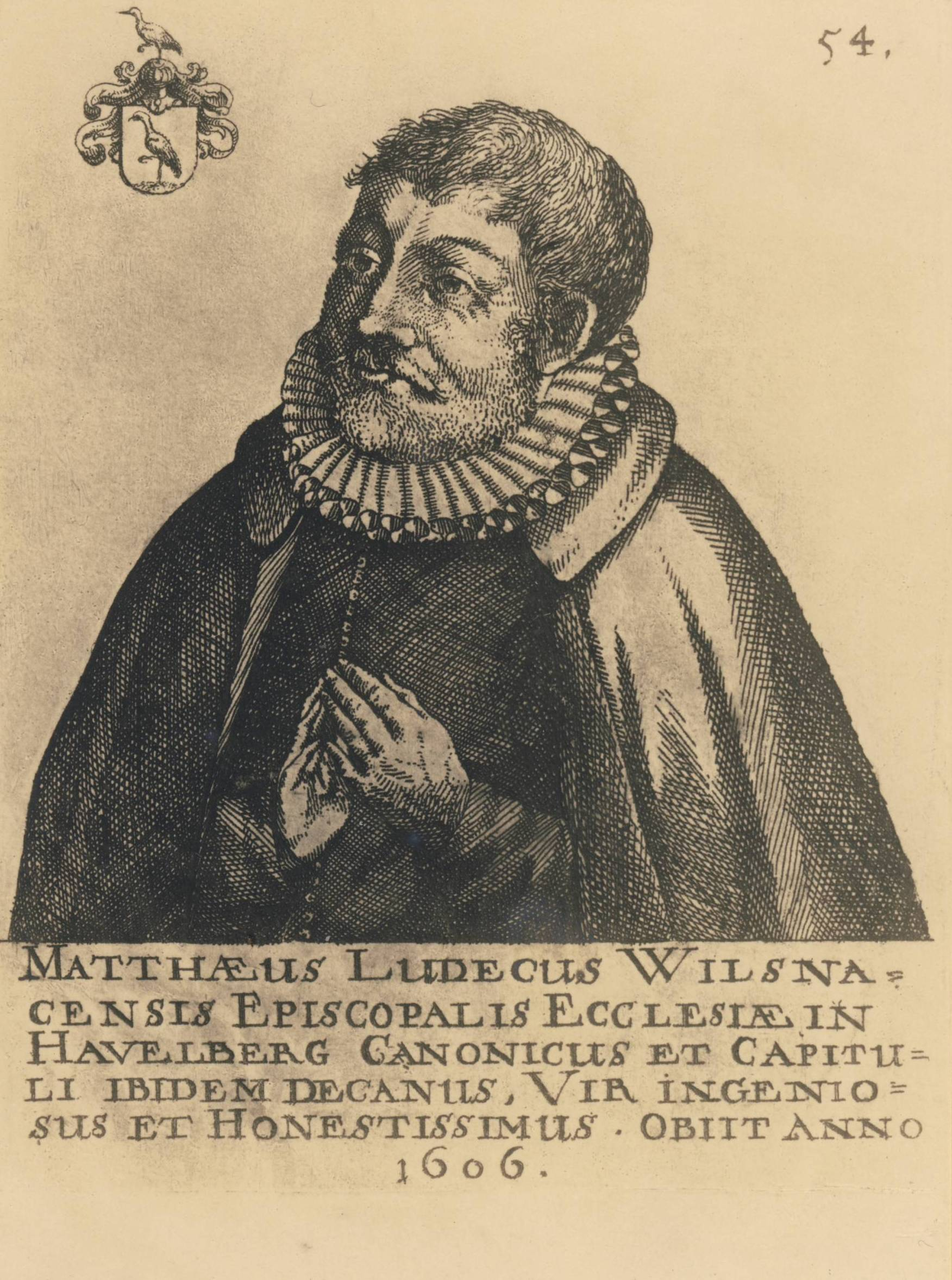
Matthäus Ludecus (* 1517)

- 1051: Bertha von Savoyen, Kaiserin des römisch-deutschen Reiches
- 1154: Sancha von Kastilien, Königin von Aragón
- 1328: Hongwu, chinesischer Kaiser, Gründer der Ming-Dynastie
- 1407: Leonello d’Este, Markgraf von Ferrara
- 1411: Richard Plantagenet, 3. Duke of York, englischer Adliger
- 1415: Friedrich III., Kaiser des Heiligen Römischen Reiches Deutscher Nation
- 1425: Matthäus Hummel, deutscher Gründungsrektor der Albert-Ludwigs-Universität Freiburg
- 1433: Guillaume Fichet, französischer Theologe und Humanist, Rektor der Sorbonne
- 1452: Girolamo Savonarola, italienischer Theologe und Politiker
- 1457: Hedwig Jagiellonica, polnische Prinzessin, Herzogin von Bayern-Landshut
- 1477: Matthäus Zell, lutherischer Theologe und Reformator
- 1516: Matthew Stewart, 4. Earl of Lennox, schottischer Adeliger
- 1517: Matthäus Ludecus, deutscher Jurist, Dechant am Havelberger Dom
- 1519: Hugolin Martelli, Bischof von Glandèves
- 1528: Matthäus Judex, deutscher lutherischer Theologe
- 1559: Ludovico Cigoli, italienischer Poet, Maler, Bildhauer und Architekt
- 1562: Vincenzo I. Gonzaga, Herzog von Mantua und Montferrat
- 1568: Salome Alt, Geliebte des Fürsterzbischofs von Salzburg
- 1589: Otto zur Lippe-Brake, Graf zur Lippe-Brake
- 1610: Michael Wendler deutscher Moralphilosoph und lutherischer Theologe
- 1640: Philippe I. de Bourbon, duc d’Orléans, Herzog von Orléans
- 1645: Louis Joliet, französischer Entdecker und Kartograf
- 1684: Johann Ludwig Kübel, Bürgermeister von Heilbronn
- 1691: Jakob Hendrik Croeser, niederländischer Mediziner

### 18. Jahrhundert
- 1703: Charlotte Wilhelmine Amalie Alexandrina von Nassau-Hadamar, Freiherrin von Merode-Westerloo
- 1705: Dick Turpin, englischer Straßenräuber und Viehdieb
- 1706: Jacob Wilhelm Lustig, niederländischer Komponist, Organist und Musiktheoretiker

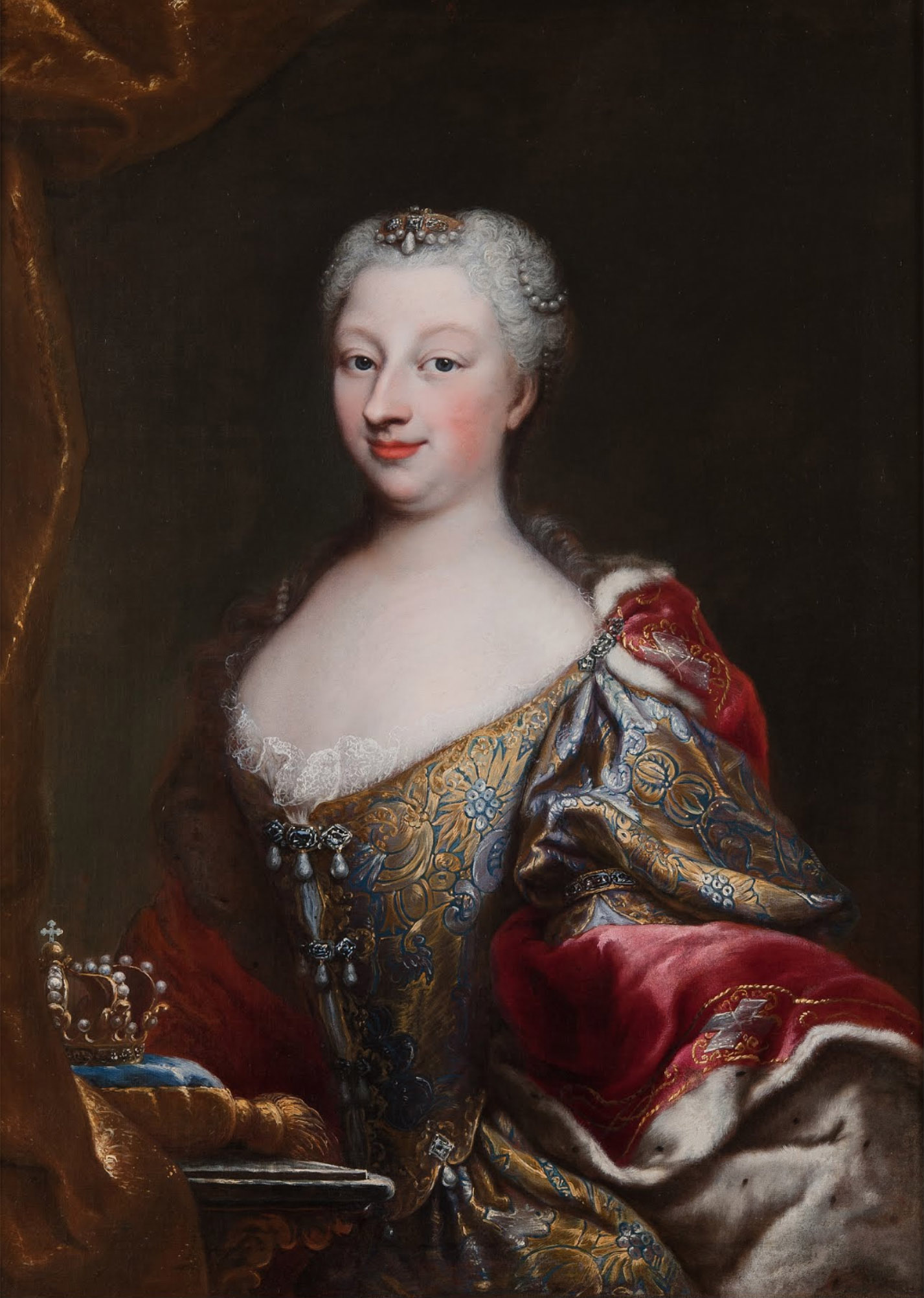
Polyxena von Hessen-Rotenburg (* 1706)

- 1706: Polyxena von Hessen-Rotenburg, Königin von Sardinien-Piemont
- 1707: Conrad Wilhelm von Ahlefeldt, deutscher General und Kriegsminister
- 1713: Domingo de Boenechea, spanischer Seefahrer und Entdecker
- 1719: Larcum Kendall, britischer Uhrmacher
- 1719: Ferdinand Tige, österreichischer Adeliger, General und Hofkriegsratspräsident
- 1722: Gisela Agnes von Anhalt-Köthen, Prinzessin von Anhalt-Köthen, Fürstin von Anhalt-Dessau
- 1722: Georg Christian Seekatz, deutscher Maler
- 1723: Guy André Pierre de Montmorency-Laval, Marschall von Frankreich
- 1726: Jacob Friedrich Isenflamm, deutscher Anatom und Botaniker
- 1739: Carl Friedrich Faber, deutscher Buch- und Zeitungsverleger sowie Druckereibesitzer
- 1740: Iwan Iwanowitsch Lepjochin, russischer Arzt, Botaniker, Zoologe und Forschungsreisender

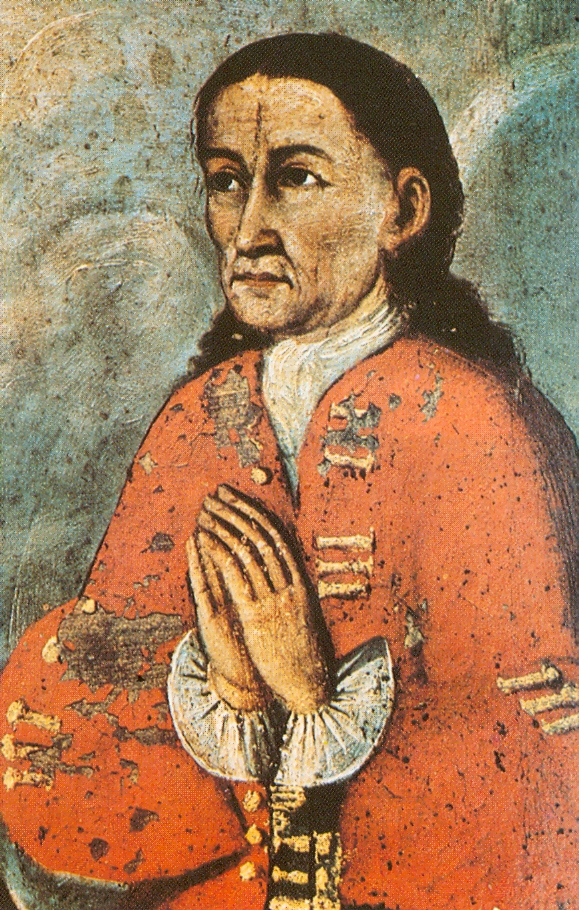
Mateo Pumacahua (* 1740)

- 1740: Mateo Pumacahua, Offizier indigener Herkunft im spanischen Vizekönigreich Peru
- 1750: François-Pierre Savary, Schweizer Politiker
- 1752: Luise zu Stolberg-Gedern, Ehefrau des jakobitischen Thronprätendenten Charles Edward Stuart
- 1757: James Jackson, US-amerikanischer Politiker, Gouverneur von Georgia, Senator
- 1758: Antoine-Isaac Silvestre de Sacy, französischer Orientalist
- 1759: Markus Vetsch, Schweizer Freiheitskämpfer
- 1761: Matthias Conrad Peterson, norwegischer Journalist
- 1768: Louis-Emmanuel Jadin, französischer Komponist
- 1771: Katharina Lanz, Tiroler Magd und Freiheitskämpferin
- 1772: Girolamo Bagatta, italienischer katholischer Priester und Schulleiter
- 1772: Christian August Heinrich Clodius, deutscher Philosoph und Schriftsteller
- 1772: John Samuel Peters, US-amerikanischer Politiker, Gouverneur von Connecticut
- 1774: Ludwig Friedrich Heindorf, deutscher Altphilologe
- 1779: Hermann von Wedel-Jarlsberg, norwegischer Politiker
- 1784: Carl Thomas Mozart, österreichischer Beamter, Sohn von Wolfgang Amadeus Mozart

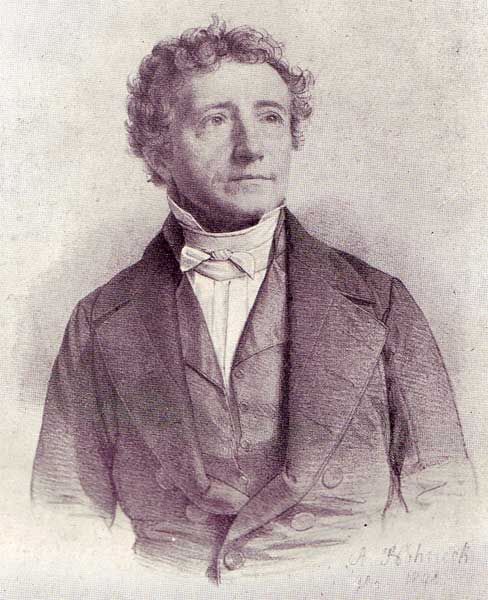
Karl Immanuel Nitzsch (* 1787)

- 1787: Karl Immanuel Nitzsch, deutscher Theologe
- 1788: Geert Adriaans Boomgaard, nachweislich erster 110-Jähriger
- 1788: Margaret Taylor, US-amerikanische First Lady
- 1791: István Széchenyi, ungarischer Staatsreformer und Unternehmer
- 1792: Johann Peter Eckermann, deutscher Dichter, enger Vertrauter Goethes
- 1789: Emilie Louise Fontane, Mutter des Dichters Theodor Fontane
- 1799: William Sublette, US-amerikanischer Pelzhändler, Trapper und Mountain Man

### 19. Jahrhundert

#### 1801–1850

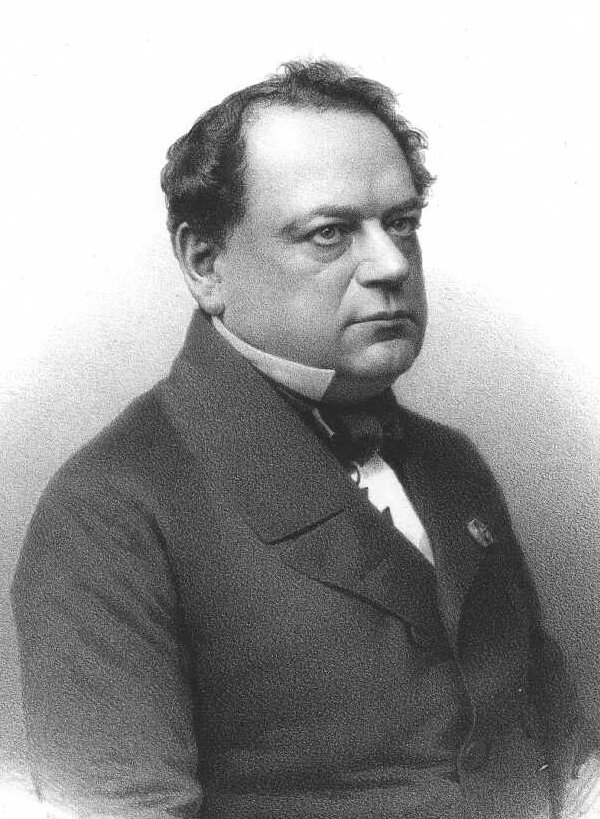
Moritz Hermann von Jacobi (* 1801)

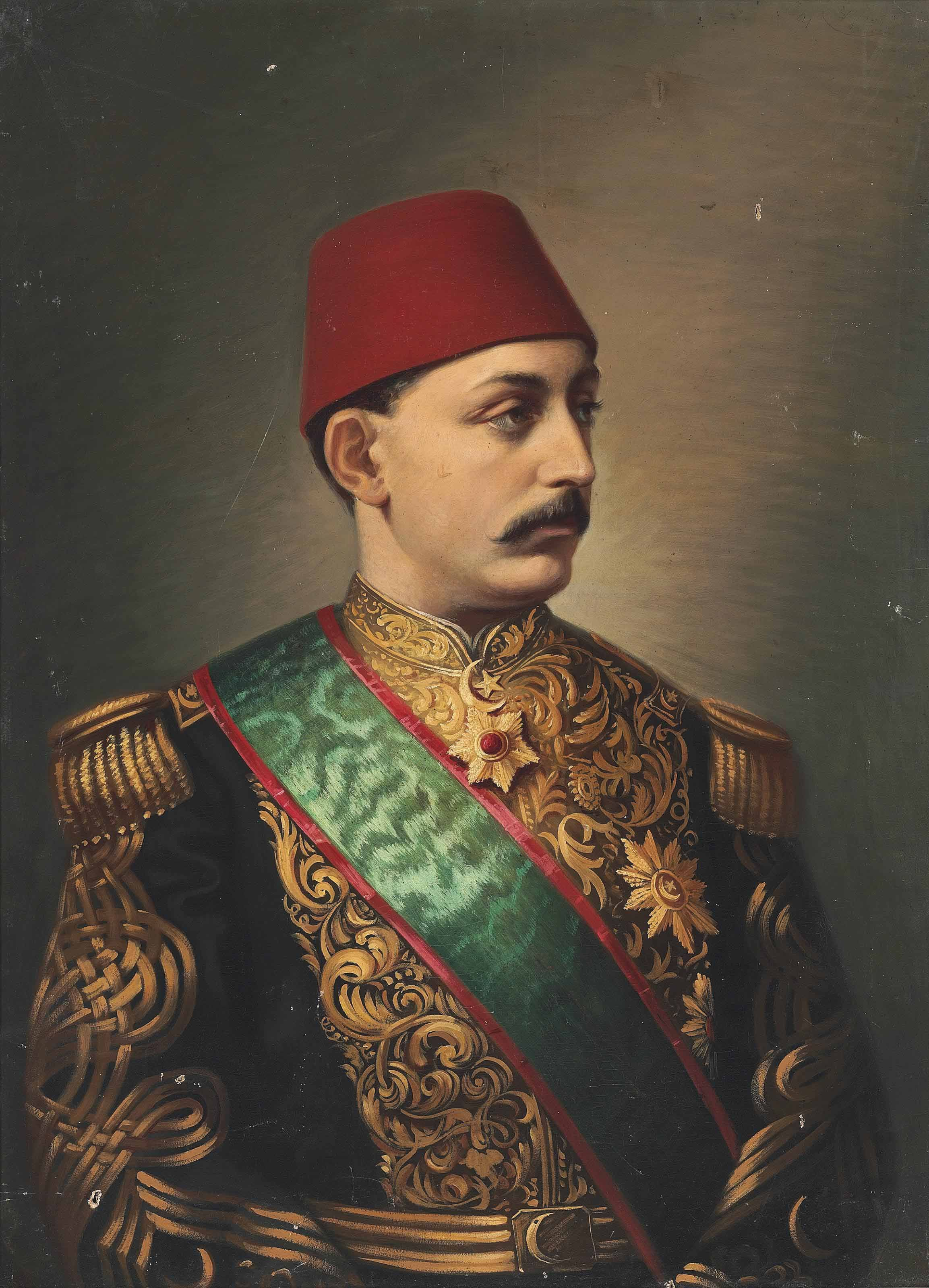
Murad V. (* 1840)

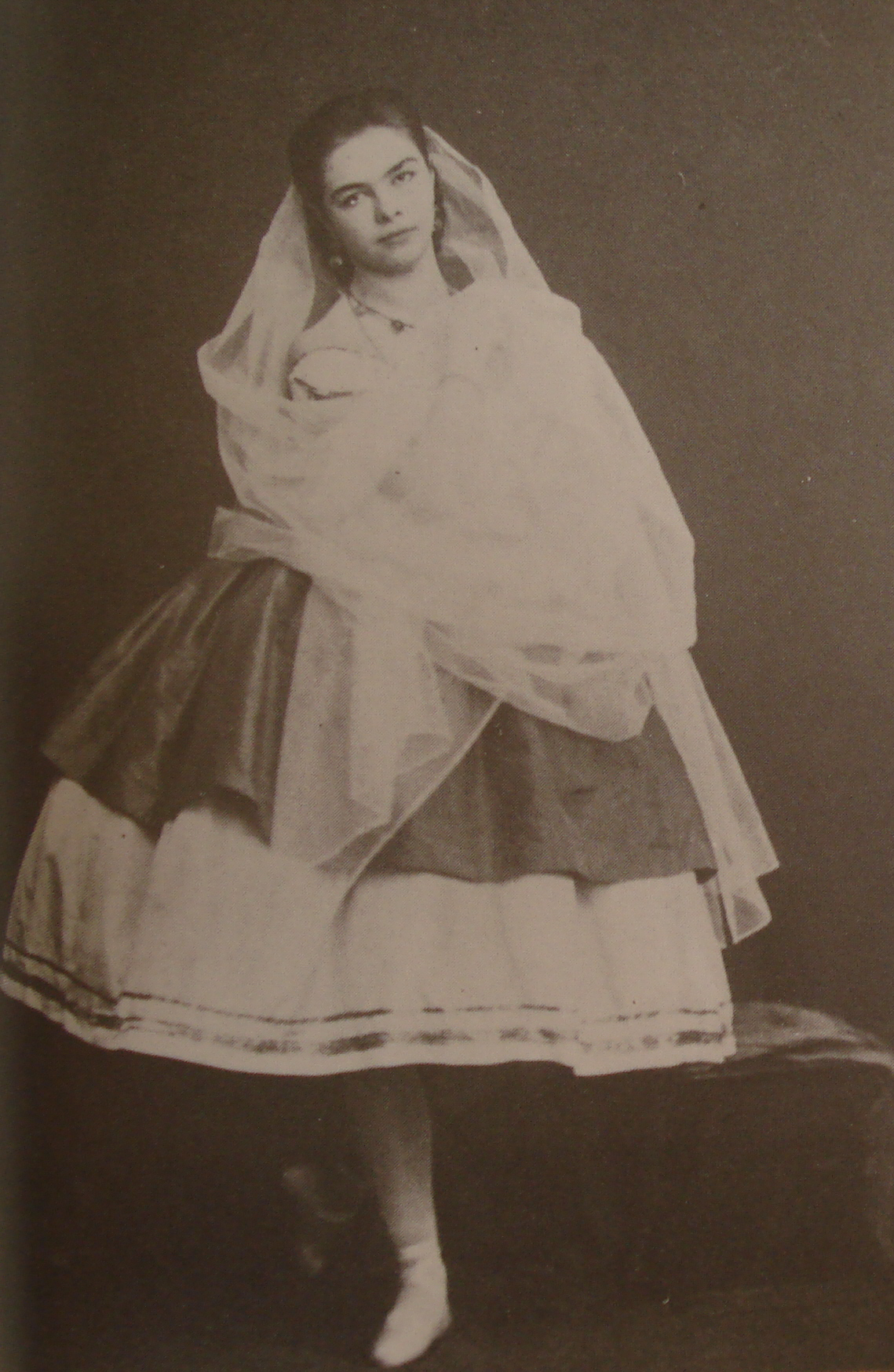
Jekaterina Gawrilowna Tschislowa (* 1846)

- 1801: Moritz Hermann von Jacobi, deutscher Physiker und Ingenieur, entwickelte den ersten praxistauglichen Elektromotor
- 1802: Carl Ehrich, deutscher Lehrer und Kantor
- 1808: George R. Andrews, US-amerikanischer Jurist und Politiker, Mitglied des Repräsentantenhauses
- 1812: Claudine Rhédey von Kis-Rhéde, ungarische Adlige
- 1815: Paul Rudolf von Bilguer, deutscher Schachmeister und Theoretiker
- 1815: Jules Vuy, Schweizer Jurist, Schriftsteller, Historiker und Politiker
- 1817: Maria Merkert, deutsche Krankenpflegerin und Ordensschwester, Mitbegründerin der Kongregation der Schwestern von der heiligen Elisabeth
- 1817: Peter Conradin Romedi, Schweizer Jurist, Unternehmer und Politiker
- 1819: Louise Marie Thérèse d’Artois, französische Prinzessin, Herzogin bzw. Regentin von Parma
- 1819: Jean-Henri Duchosal, Schweizer Mediziner und Politiker
- 1822: Jean-Frédéric Astié, französischer evangelischer Geistlicher und Theologe
- 1824ː Adele Erbe, deutsche Dichterin, Frauenrechtlerin und Revolutionärin der Revolutionen 1848/1849
- 1826: Carl Friedrich Buchholz, deutscher Orgelbauer
- 1827: Konstantin Nikolajewitsch Romanow, russischer Adliger, Sohn von Zar Nikolaus I.
- 1829: Augusta Marie Gertrude von Hanau, Tochter von Kurfürst Friedrich Wilhelm I. von Hessen-Kassel
- 1833: James Madison Harvey, US-amerikanischer Politiker, Gouverneur von Kansas, Senator
- 1840: Murad V., Sultan des Osmanischen Reiches
- 1842: Abdülhamid II., Sultan des Osmanischen Reiches
- 1843: Adolf Römer, deutscher Altphilologe
- 1845: Ernst August von Hannover, letzter Kronprinz des Königreichs Hannover
- 1846ː Anna Forstenheim, österreichische Redakteurin, Schriftstellerin und Frauenrechtlerin
- 1846: Jekaterina Gawrilowna Tschislowa, russische Ballerina und Mätresse
- 1848: Maria Isabella d’Orléans-Montpensier, französisch-spanische Prinzessin
- 1850: Hans Sitt, deutscher Komponist

#### 1851–1900

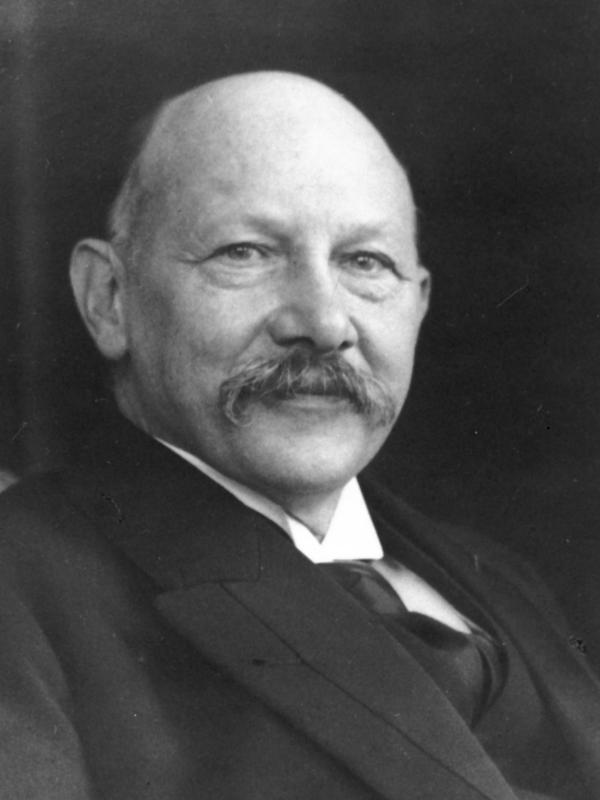
Heike Kamerlingh Onnes (* 1853)
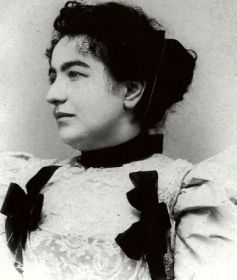
Hélène Vacaresco (* 1864)
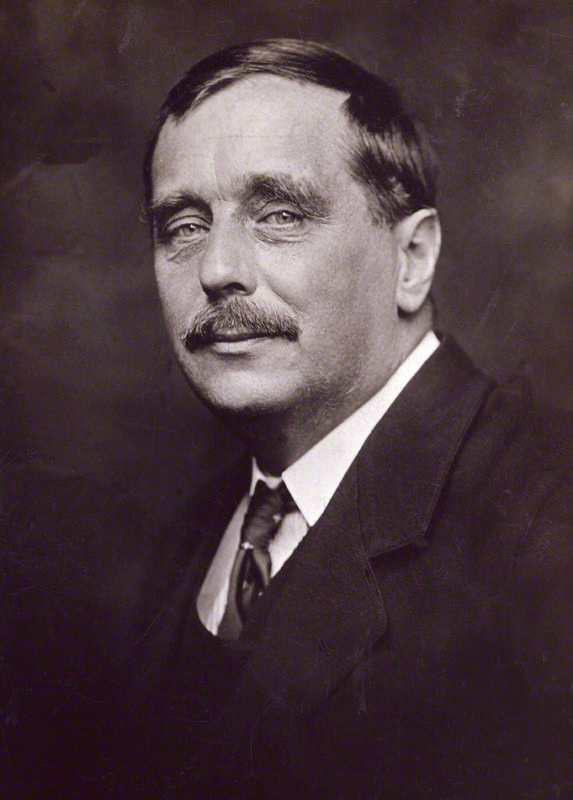
H. G. Wells (* 1866)
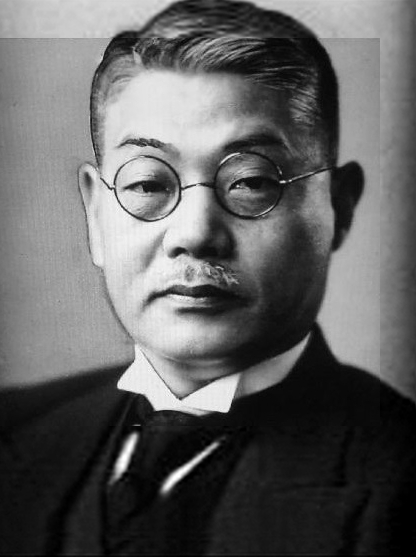
Arita Hachirō (* 1884)
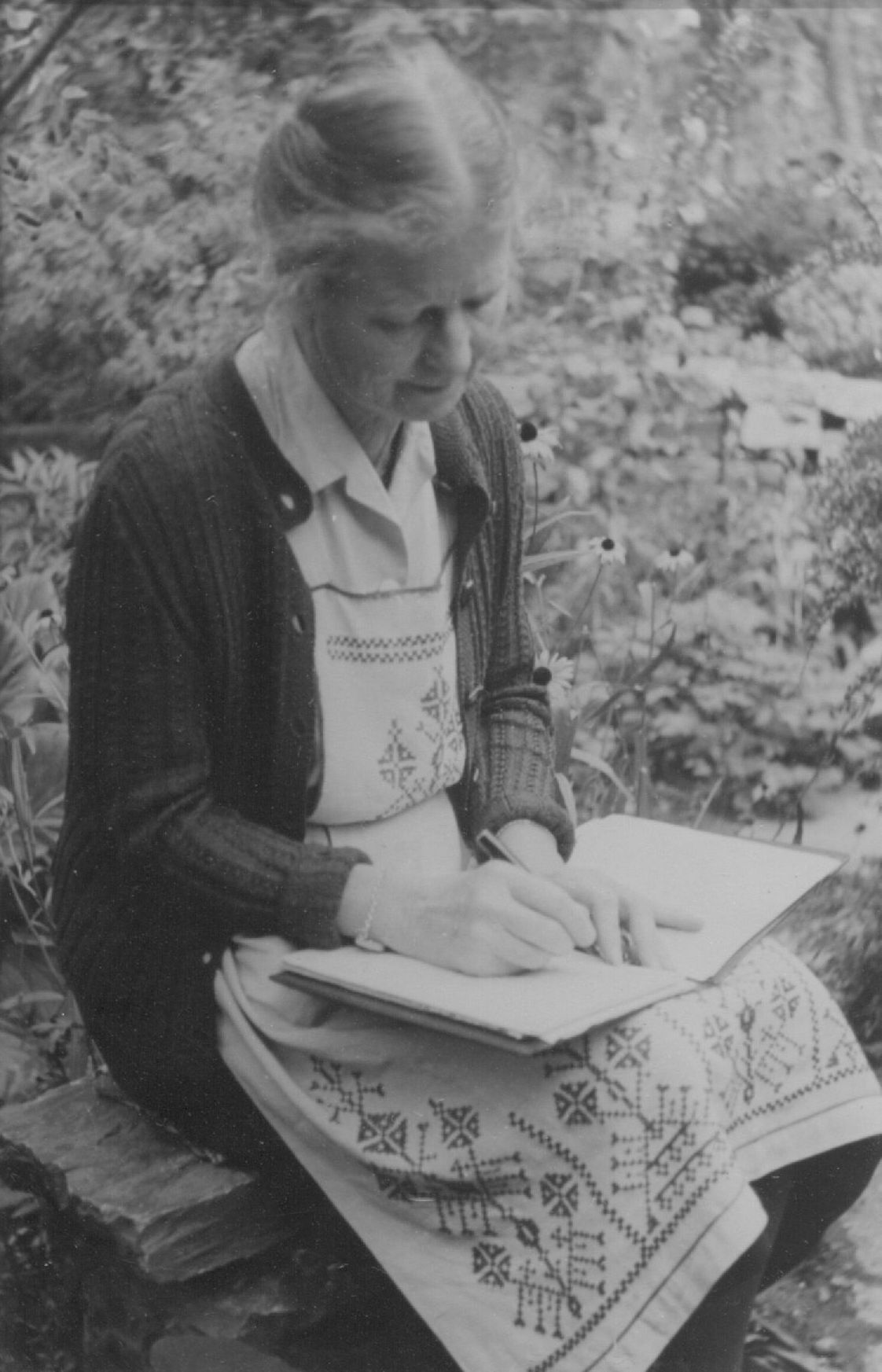
Elisabeth Müller (* 1885)

- 1853: Heike Kamerlingh Onnes, niederländischer Physiker, Nobelpreisträger
- 1856: Emil Brass, deutscher Rauchwarenhändler und Autor
- 1858: Joseph Anton Sickinger, deutscher Gymnasiallehrer, Stadtschulrat und Schulreformer
- 1860: Gustav Leutelt, sudetendeutscher Dichter und Schriftsteller
- 1863: Georg Arends, deutscher Pflanzenzüchter und Gärtner
- 1863: John Bunny, US-amerikanischer Schauspieler
- 1864: Frederick Field Bullard, US-amerikanischer Komponist
- 1864: Hélène Vacaresco, rumänisch-französische Schriftstellerin, zweifache Preisträgerin der Académie française
- 1866: Charles Nicolle, französischer Arzt und Mikrobiologe
- 1866: H. G. Wells, britischer Schriftsteller
- 1868: Olga Leonardowna Knipper, russische Schauspielerin
- 1868: Eduard Norden, deutscher Altphilologe und Religionshistoriker
- 1869: Carlo Airoldi, italienischer Marathonläufer
- 1869: Alwin Vater, deutscher Bahnradsportler und Eisschnellläufer
- 1872: Octave Guillonnet, französischer Maler
- 1874: Gustav Holst, britischer Komponist
- 1874: Karl Jarres, deutscher Politiker, Reichsminister, Vizekanzler
- 1876: Julio González, spanischer Bildhauer
- 1876: Mathilde Sussin, österreichische Schauspielerin, Opfer der Shoa
- 1878: Waldemar Lestienne, französischer Automobilrennfahrer, -konstrukteur und Unternehmer
- 1878: Hans Thaler, österreichischer Gynäkologe und Geburtshelfer
- 1879: Samuel W. Arnold, US-amerikanischer Politiker
- 1882: Hubert Eisdell, englischer Sänger
- 1883: Léopold Jouguet, französischer Autorennfahrer
- 1884: Maximilian Adler, tschechischer Klassischer Philologe und Hochschullehrer
- 1884: Raymond Glaszmann, französischer Autorennfahrer
- 1884: Arita Hachirō, japanischer Diplomat und Politiker
- 1885: Thomas de Hartmann, ukrainisch-russischer Komponist
- 1885: Elisabeth Müller, Schweizer Jugendschriftstellerin
- 1886: François Piazzoli, französischer Autorennfahrer
- 1887: Paula von Lamberg, österreichische Skispringerin
- 1889: Annemarie Steinsieck, deutsche Schauspielerin
- 1890: Max Immelmann, deutscher Jagdflieger
- 1890: Rosalind Moss, britische Ägyptologin und Bibliografin
- 1893: Erna Scheffler, deutsche Juristin, Richterin des Bundesverfassungsgerichts
- 1894: Jules-Henri Addor, Schweizer Politiker
- 1894: Anne Winterer, deutsche Fotografin
- 1895: Ida Fischer, deutsche Kontoristin und Politikerin, Widerstandskämpferin gegen den Nationalsozialismus
- 1896: Käte Hamburger, deutsche Germanistin und Philosophin
- 1896: August Prüssing, deutscher Ingenieur
- 1898: Werner Schramm, deutscher Bühnenbildner, Bildnis-, Figuren- und Landschaftsmaler
- 1899: Esna Boyd, australische Tennisspielerin
- 1899: Juliusz Schauder, polnischer Mathematiker

### 20. Jahrhundert

#### 1901–1925

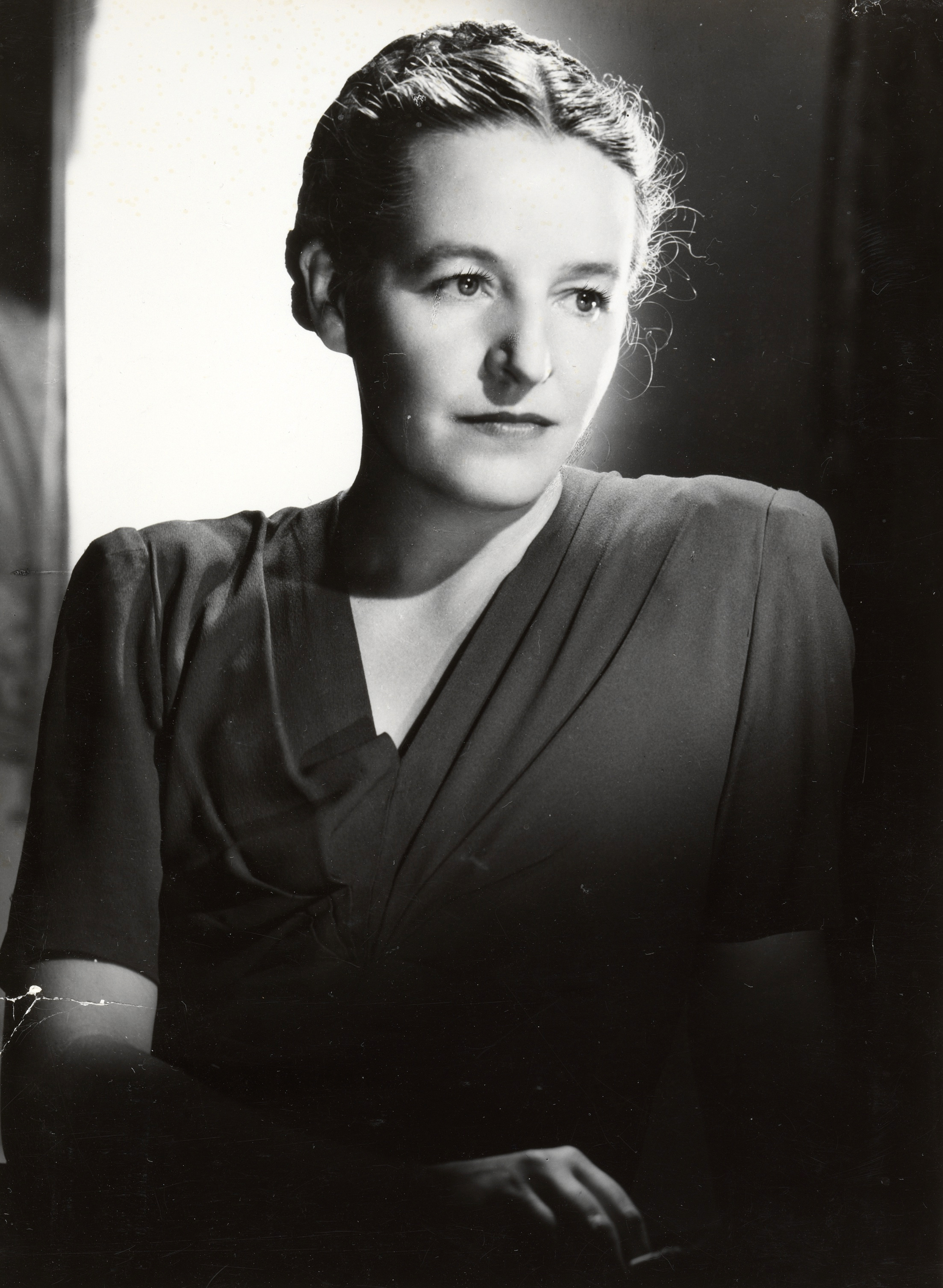
Dymphna Cusack (* 1902)
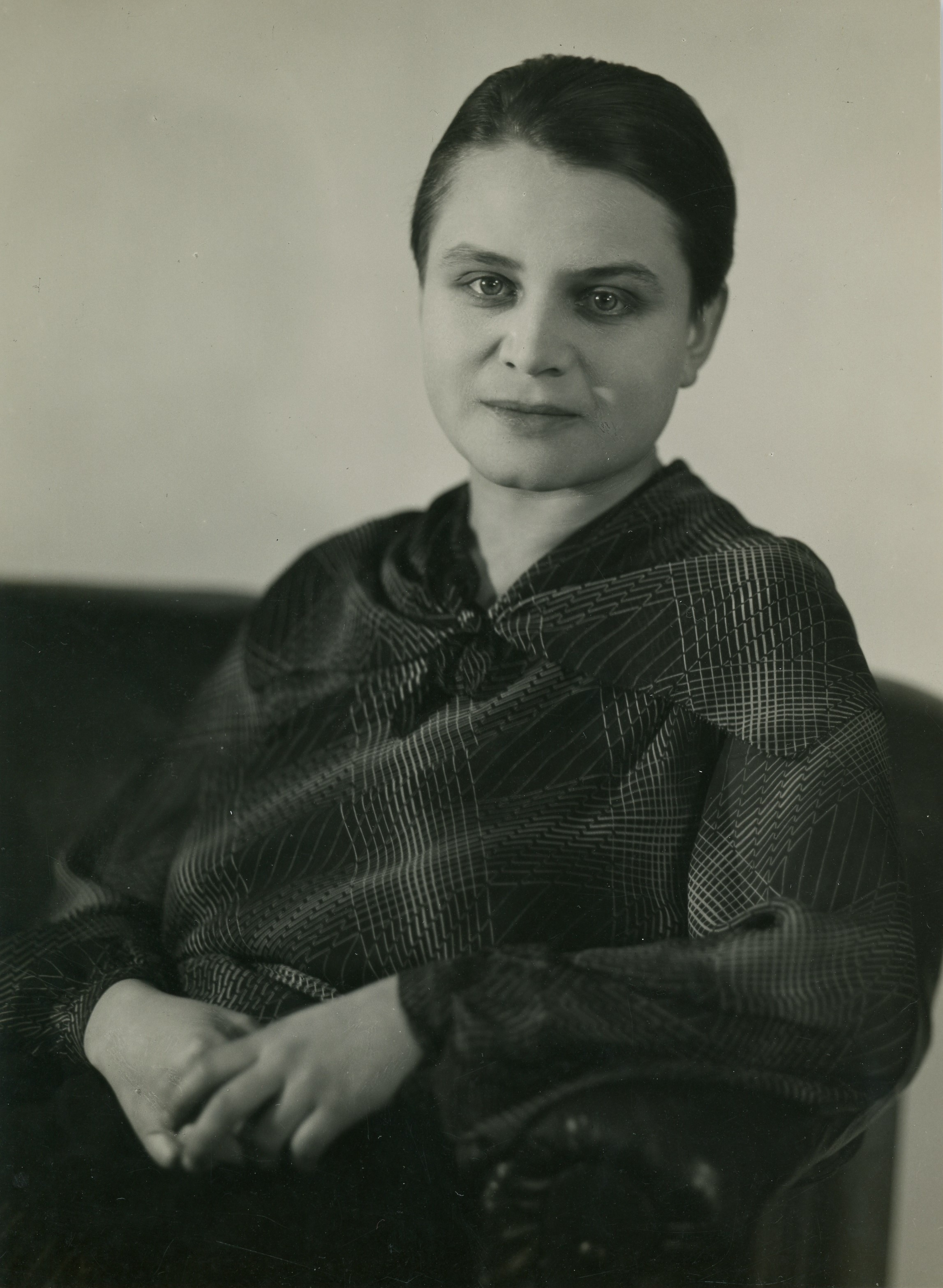
Toyen (* 1902)
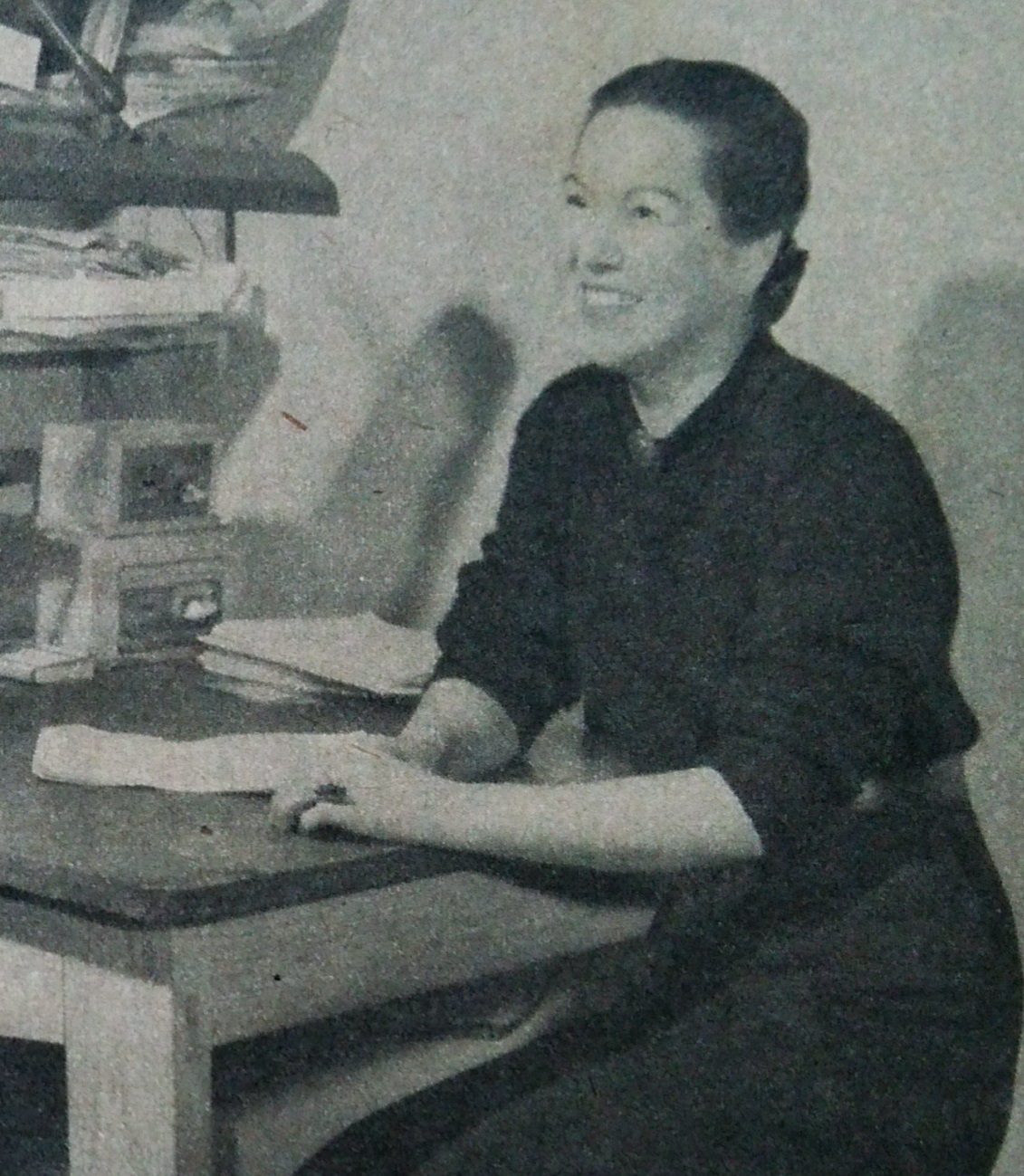
Ishigaki Ayako (* 1903)
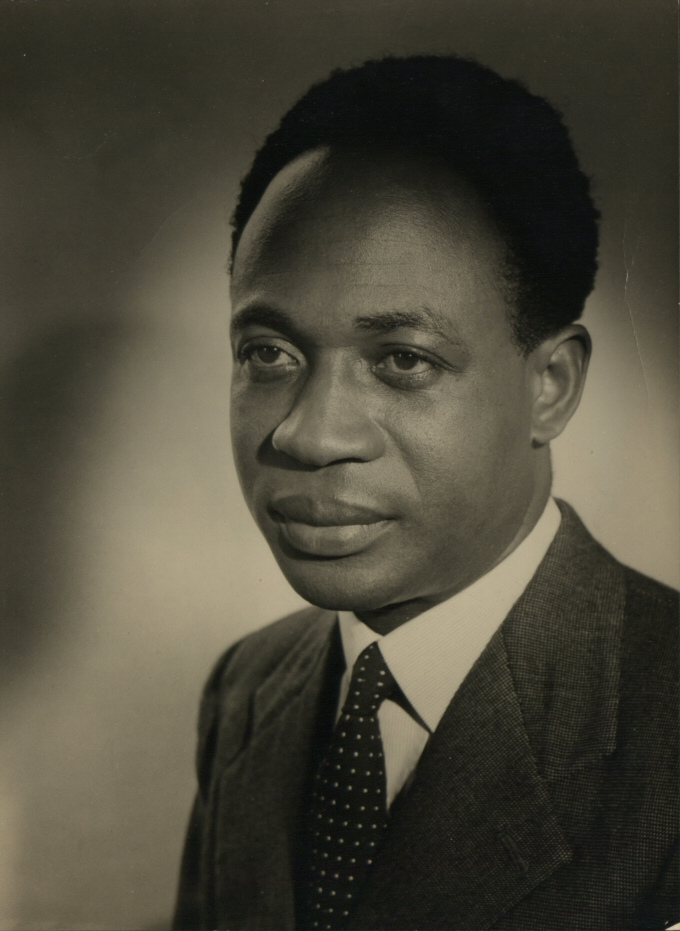
Kwame Nkrumah (* 1909)
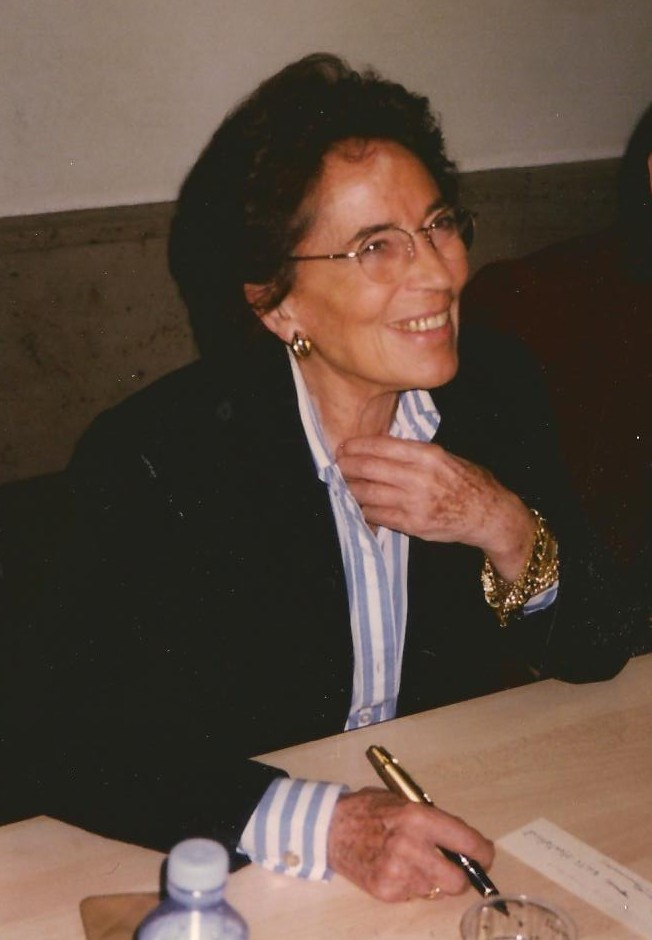
Françoise Giroud (* 1916)
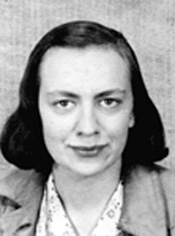
Hannelore Willbrandt (* 1923)

- 1902: Dymphna Cusack, australische Schriftstellerin
- 1902: Toyen, tschechische Malerin des Surrealismus
- 1903: Ishigaki Ayako, japanische Autorin und Feministin
- 1903: Wera Pawlowna Strojewa, sowjetische Filmregisseurin und Drehbuchautorin
- 1903: Ernst Trapp, deutscher Bauingenieur und Bauunternehmer
- 1904: Hans Hartung, deutscher Künstler
- 1904: Franz Stock, deutscher katholischer Priester und Gefängnisseelsorger, Wegbereiter der Deutsch-Französischen Freundschaft
- 1905: Elisabeth Peterburs, deutsche Politikerin, MdL
- 1905: Marguerite Roberts, US-amerikanische Drehbuchautorin
- 1906: Henry Beachell, US-amerikanischer Agrarwissenschaftler
- 1908: George Simpson, US-amerikanischer Leichtathlet, Olympiamedaillengewinner
- 1909: Dsmitryj Kasmowitsch, belarussischer politischer Aktivist, Polizeichef von Smolensk
- 1909: Kwame Nkrumah, ghanaischer Politiker, Regierungschef und Staatspräsident
- 1910: Max Adenauer, deutscher Politiker
- 1910: Umberto Mastroianni, italienischer Bildhauer
- 1911: Erika Engel-Wojahn, deutsche Kinderbuchautorin, Lyrikerin und Illustratorin
- 1911: Artur Missbach, deutscher Politiker, Parteifunktionär der NS-Zeit, MdL, MdB
- 1912: Chuck Jones, US-amerikanischer Cartoonist und Zeichentrickfilm-Regisseur
- 1912: Kurt Egon Kauffmann, deutscher Brigadegeneral des Heeres
- 1913: Georges Aeby, Schweizer Fußballspieler
- 1913: Heinz Roloff, deutscher Fußballfunktionär
- 1913: Dora Schaul, deutsche Antifaschistin und Résistancekämpferin
- 1914: Tonny Ahm, dänische Badmintonspielerin
- 1916: Françoise Giroud, französische Schriftstellerin, Journalistin und Politikerin
- 1916: Luis Carlos Meyer, kolumbianischer Sänger und Komponist
- 1917: Vincas Bartuška, litauischer Kirchenrechtler, Professor für Kanonisches Recht, Apostolischer Protonotar und Monsignore
- 1917: Phyllis Nicolson, britische Mathematikerin
- 1918: Juan José Arreola, mexikanischer Schriftsteller
- 1919: Mario Bunge, argentinischer Philosoph und Physiker
- 1920: Vico Torriani, Schweizer Schlagersänger, Schauspieler, Showmaster und Kochbuchautor
- 1921: Peter Basch, österreichischer Fotograf
- 1922: Siegfried Seifert, deutscher Zoologe
- 1923: Horst Buhtz, deutscher Fußballspieler und -trainer
- 1923: Hannelore Willbrandt, deutsche Widerstandskämpferin gegen den Nationalsozialismus
- 1924: Hermann Buhl, österreichischer Bergsteiger
- 1924: Gail Russell, US-amerikanische Film- und Fernsehschauspielerin
- 1925: Victor Kirst, deutscher Politiker, MdL, MdB
- 1925ː Christa Susanne Dorothea Kleinert, deutsche Ökonomin

#### 1926–1950
- 1926: Roswitha von Bergmann, deutsche Politikerin, MdL

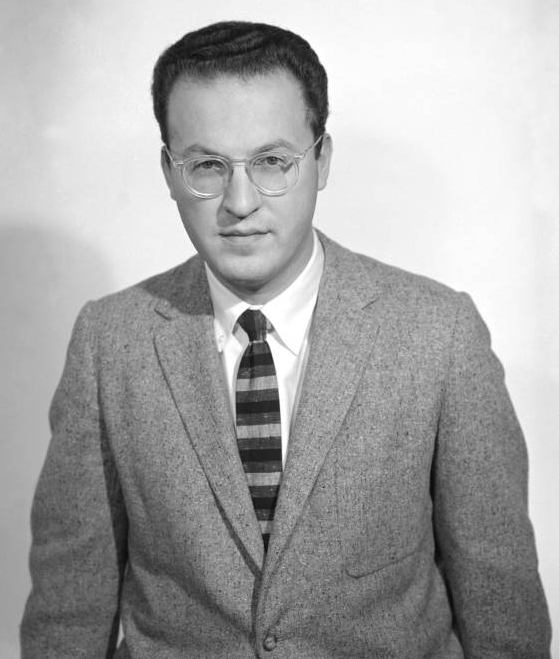
Donald Arthur Glaser (* 1926)

- 1926: Donald Arthur Glaser, US-amerikanischer Physiker, Molekularbiologe, Neurobiologe und Nobelpreisträger
- 1927: Owen Aspinall, US-amerikanischer Politiker, Gouverneur von Amerikanisch-Samoa
- 1927: Manuel Troncoso, dominikanischer Komponist
- 1928: Édouard Glissant, französischer Schriftsteller, Dichter und Philosoph
- 1928: Josef Strauß, deutscher Fußballspieler
- 1929: Herwig Knaus, österreichischer Musikwissenschaftler und Publizist
- 1929: Sándor Kocsis, ungarischer Fußballspieler
- 1929: Fred Metzler, deutscher Hörfunkmoderator
- 1930: Dawn Addams, britische Schauspielerin
- 1930: Doug Eggers, US-amerikanischer American-Football-Spieler
- 1931: Draginja Dorpat, deutsche Schriftstellerin

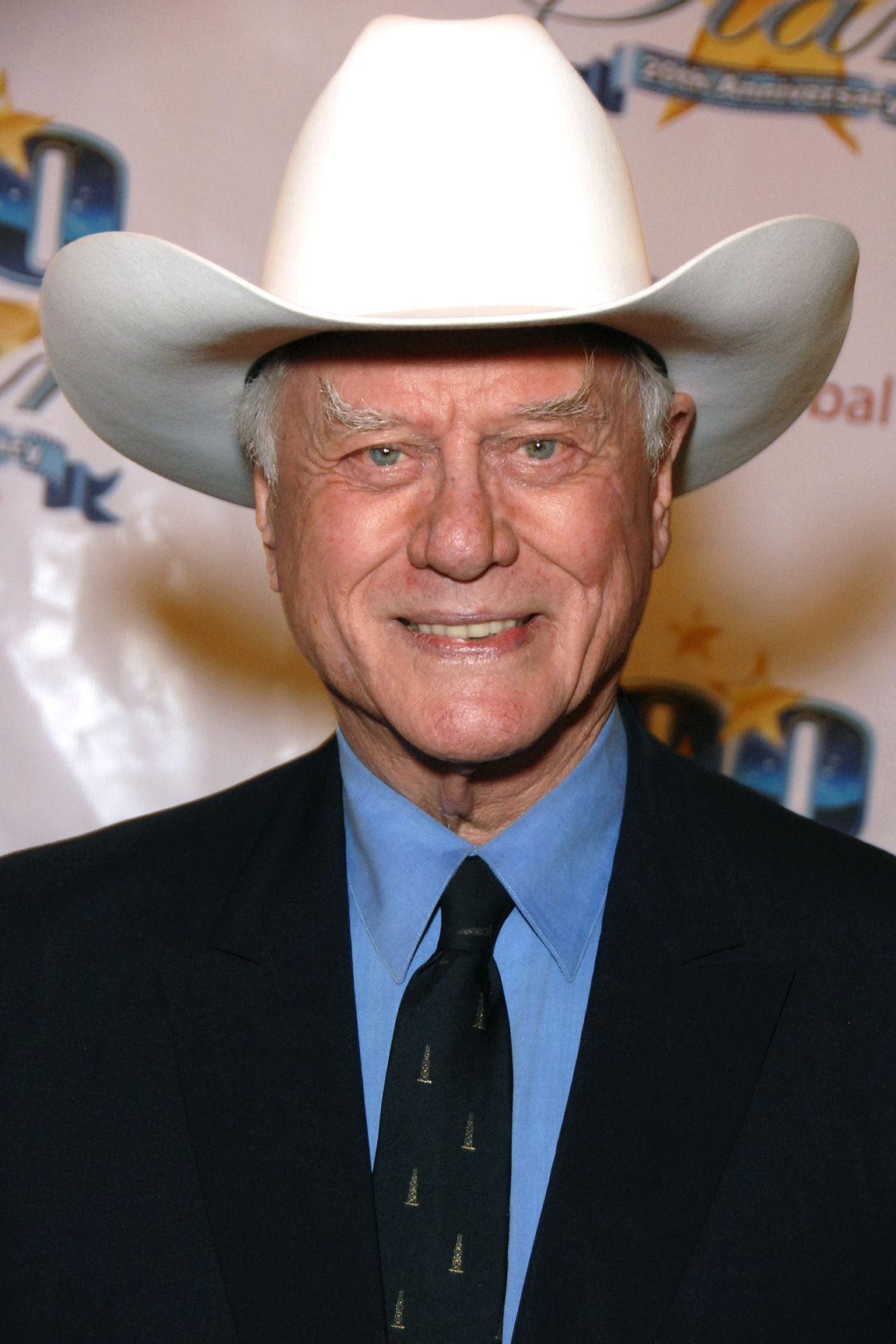
Larry Hagman (* 1931)

- 1931: Larry Hagman, US-amerikanischer Schauspieler
- 1932: Shirley Conran, britische Romanschriftstellerin und Journalistin
- 1932: Don Preston, US-amerikanischer Rockmusiker und Filmmusikkomponist
- 1933: Clifford Alexander, US-amerikanischer Rechtsanwalt, Geschäftsmann und Beamter
- 1933: Lona Rietschel, deutsche Graphikerin, Zeichnerin bei der Comic-Zeitschrift Mosaik
- 1934: Jean Spencer Ashbrook, US-amerikanische Politikerin, Mitglied des Repräsentantenhauses
- 1934: Leonard Cohen, kanadischer Sänger
- 1935: Santos Abril y Castelló, spanischer Geistlicher, Kurienkardinal
- 1935: Jimmy Armfield, englischer Fußballspieler
- 1935: Sigrid Valdis, US-amerikanische Schauspielerin
- 1936: Sunny Murray, US-amerikanischer Jazzmusiker

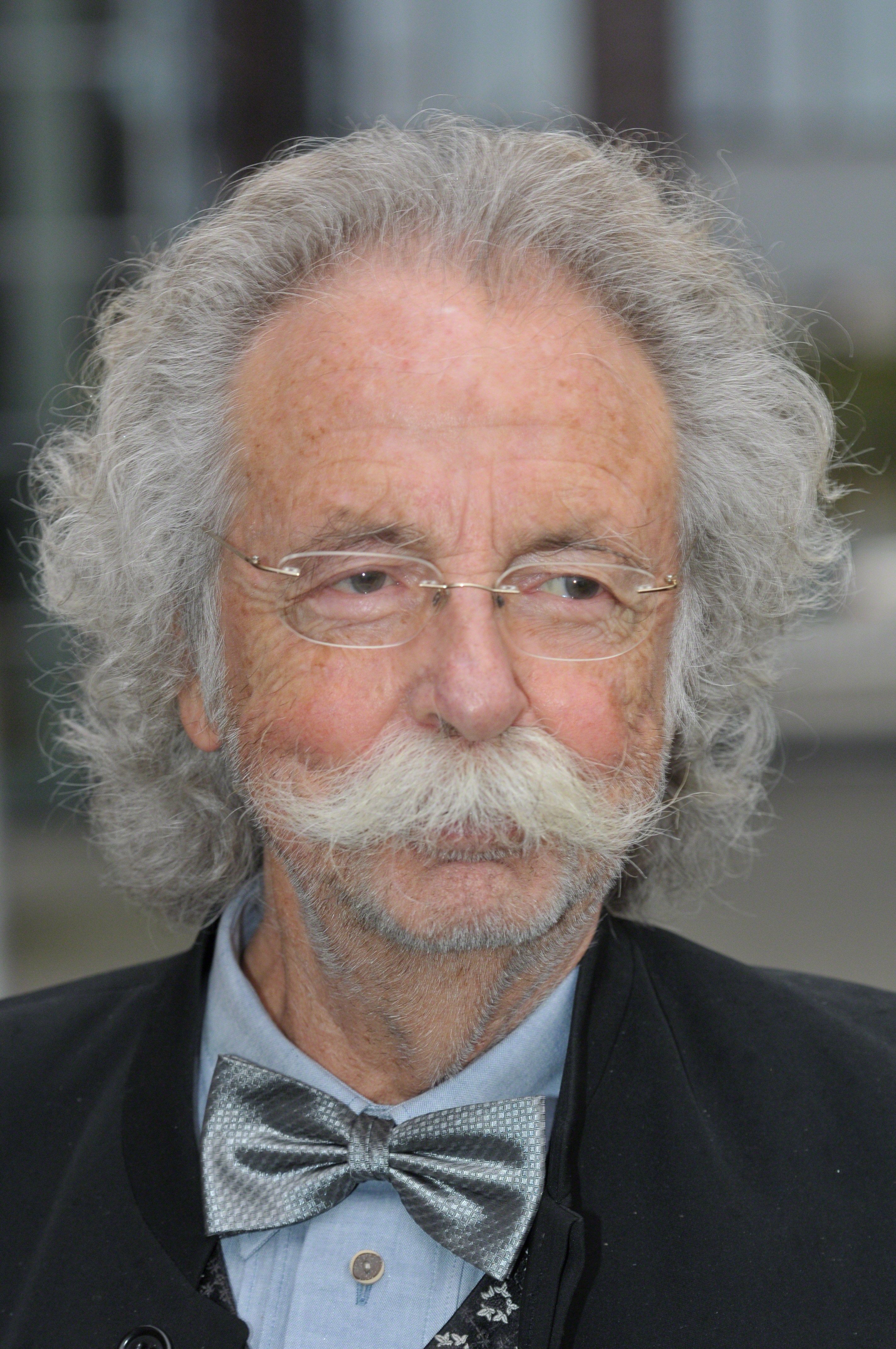
Jean Pütz (* 1936)

- 1936: Jean Pütz, deutsch-luxemburgischer Wissenschaftsjournalist und Fernsehmoderator
- 1938: Atli Heimir Sveinsson, isländischer Komponist und Dirigent
- 1938: Yūji Takahashi, japanischer Komponist und Pianist
- 1939: Einar Bruno Larsen, norwegischer Fußball- und Eishockey- und Handballspieler
- 1939: Siegfried Schauzu, deutscher Motorradrennfahrer
- 1940: Lowell Lee Andrews, US-amerikanischer Mörder
- 1940: Achim Richter, deutscher Kernphysiker
- 1941: Roberto Szidon, brasilianischer Pianist
- 1942: U-Roy, jamaikanischer Reggae-Musiker
- 1942: Peter van Inwagen, US-amerikanischer Philosoph
- 1943: Ilse Falk, deutsche Politikerin, MdB
- 1943: Klaus Kordon, deutscher Schriftsteller der Kinder- und Jugendliteratur
- 1943: Claus Scheele, deutscher Architektur-Bildhauer
- 1944: Steve Beshear, US-amerikanischer Politiker, Gouverneur des Bundesstaates Kentucky
- 1944: Fannie Flagg, US-amerikanische Autorin und Schriftstellerin
- 1946: Heiner Hug, Schweizer Journalist und Buchautor

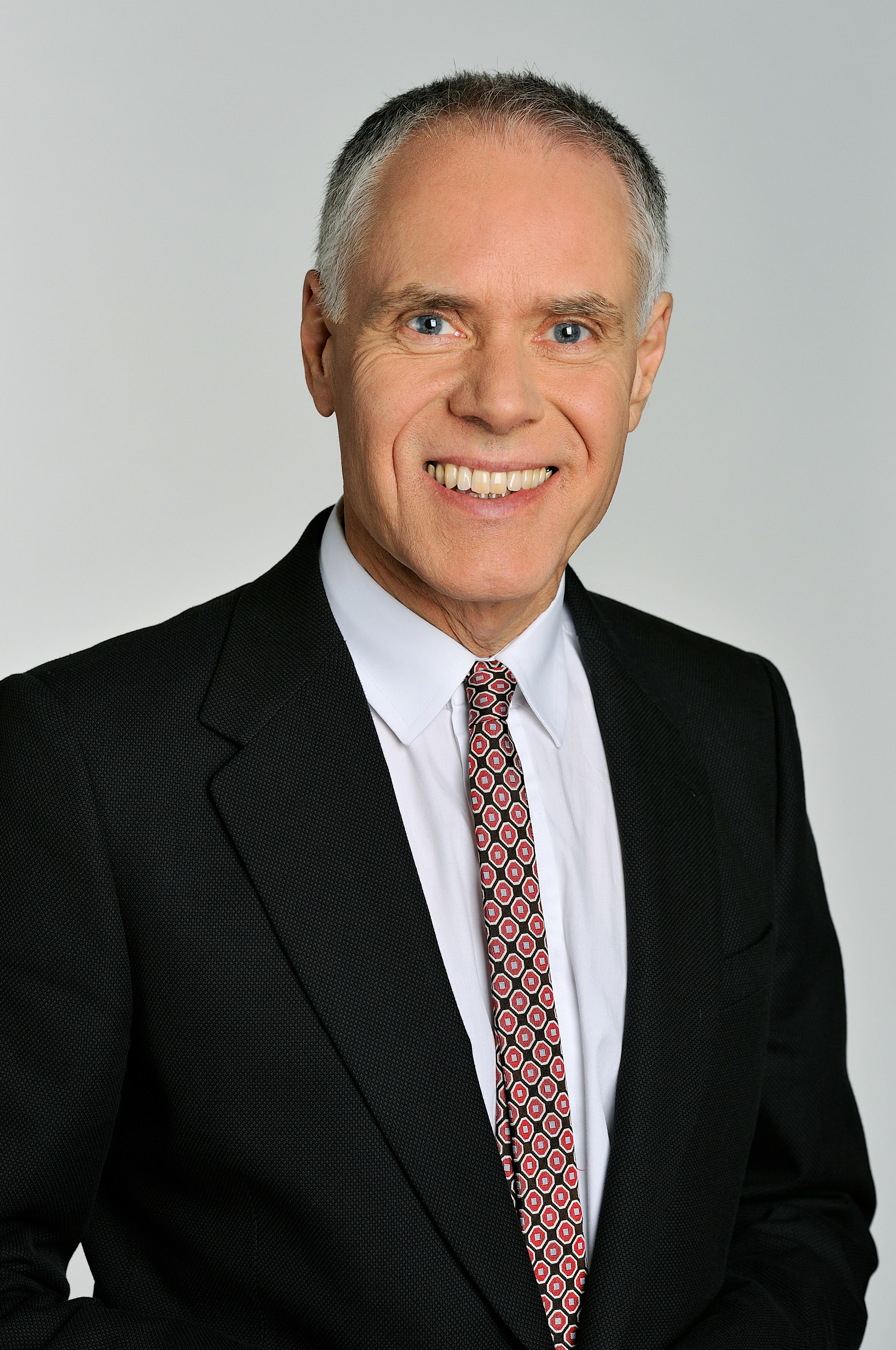
Moritz Leuenberger (* 1946)

- 1946: Moritz Leuenberger, Schweizer Politiker und Bundesrat
- 1947: Don Felder, US-amerikanischer Musiker und Songschreiber (Eagles)
- 1947: Stephen King, US-amerikanischer Schriftsteller
- 1947: Anke Spoorendonk, Politikerin der dänischen Minderheit in Schleswig-Holstein
- 1949: Raimo Kangro, estnischer Komponist
- 1949: Anna Franziska Schwarzbach, deutsche Architektin
- 1949: Lennox Stewart, trinidadischer Leichtathlet
- 1950: Bill Murray, US-amerikanischer Schauspieler, Regisseur, Komödiant und Produzent

#### 1951–1975
- 1951: Bruce Arena, US-amerikanischer Fußballtrainer
- 1951: Aslan Alijewitsch Maschadow, tschetschenischer Staatspräsident
- 1951: Olivier Rieppel, Schweizer Zoologe und Paläontologe
- 1952: Wolfgang Ueberhorst, deutscher Bildhauer
- 1952: Marc Verwilghen, belgischer Politiker und Justizminister

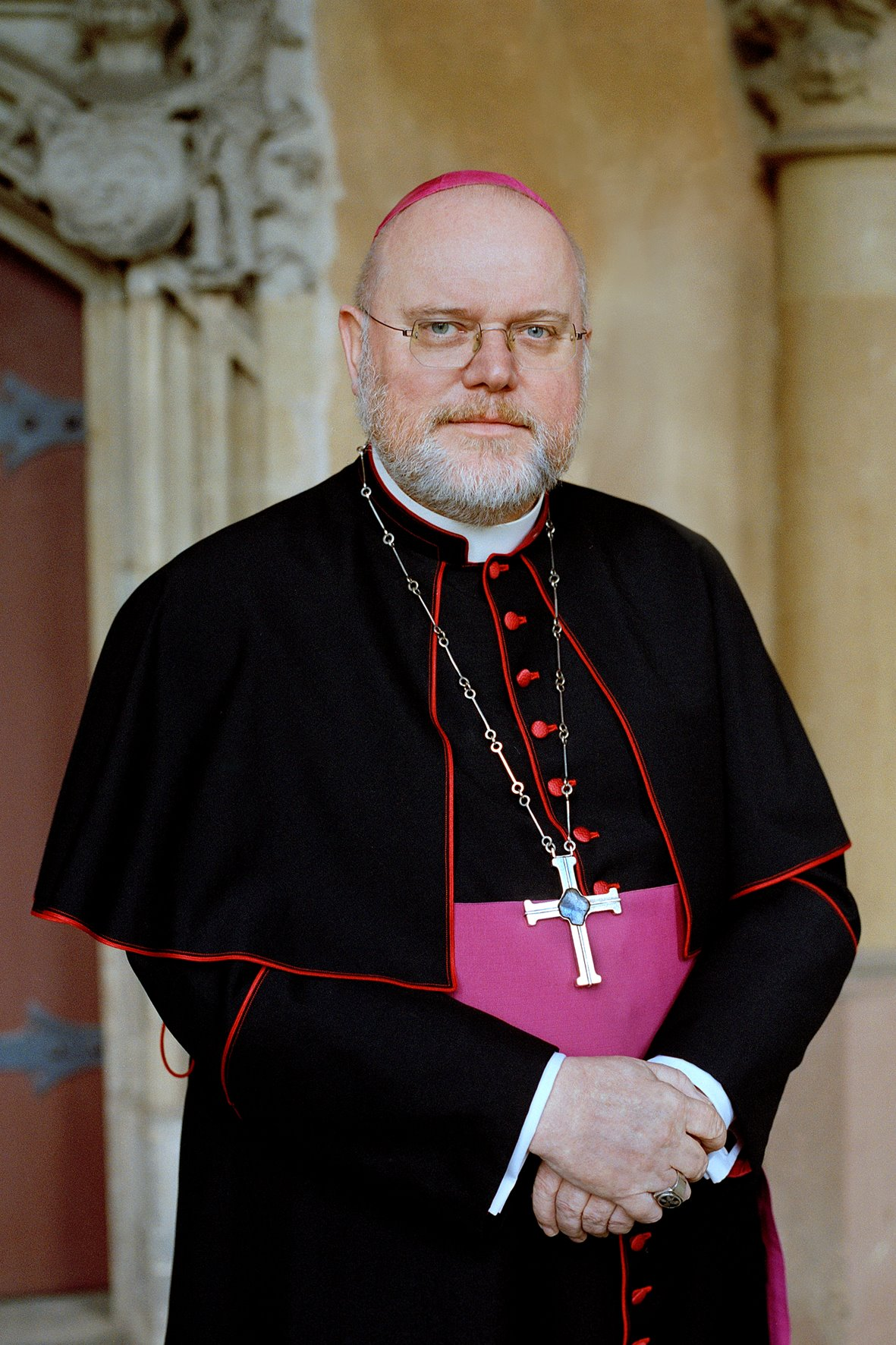
Reinhard Marx (* 1953)

- 1953: Reinhard Marx, deutscher katholischer Priester und Theologe, Bischof von Trier, Erzbischof von München-Freising und Kardinal
- 1954: Shinzō Abe, japanischer Politiker, Premierminister
- 1954: Phil Taylor, britischer Drummer (Motörhead)
- 1954: Almut Zilcher, österreichische Schauspielerin
- 1955: Eva-Maria Auch, deutsche Professorin und Autorin
- 1955: Andrei Wladimirowitsch Gawrilow, russischer Pianist
- 1955: Gulshan Grover, indischer Schauspieler
- 1955: Matti Hagman, finnischer Eishockeyspieler
- 1956: Pamela Behr, deutsche Skirennläuferin
- 1956: Wolfgang Galow, deutscher Fernschachspieler und Fotograf

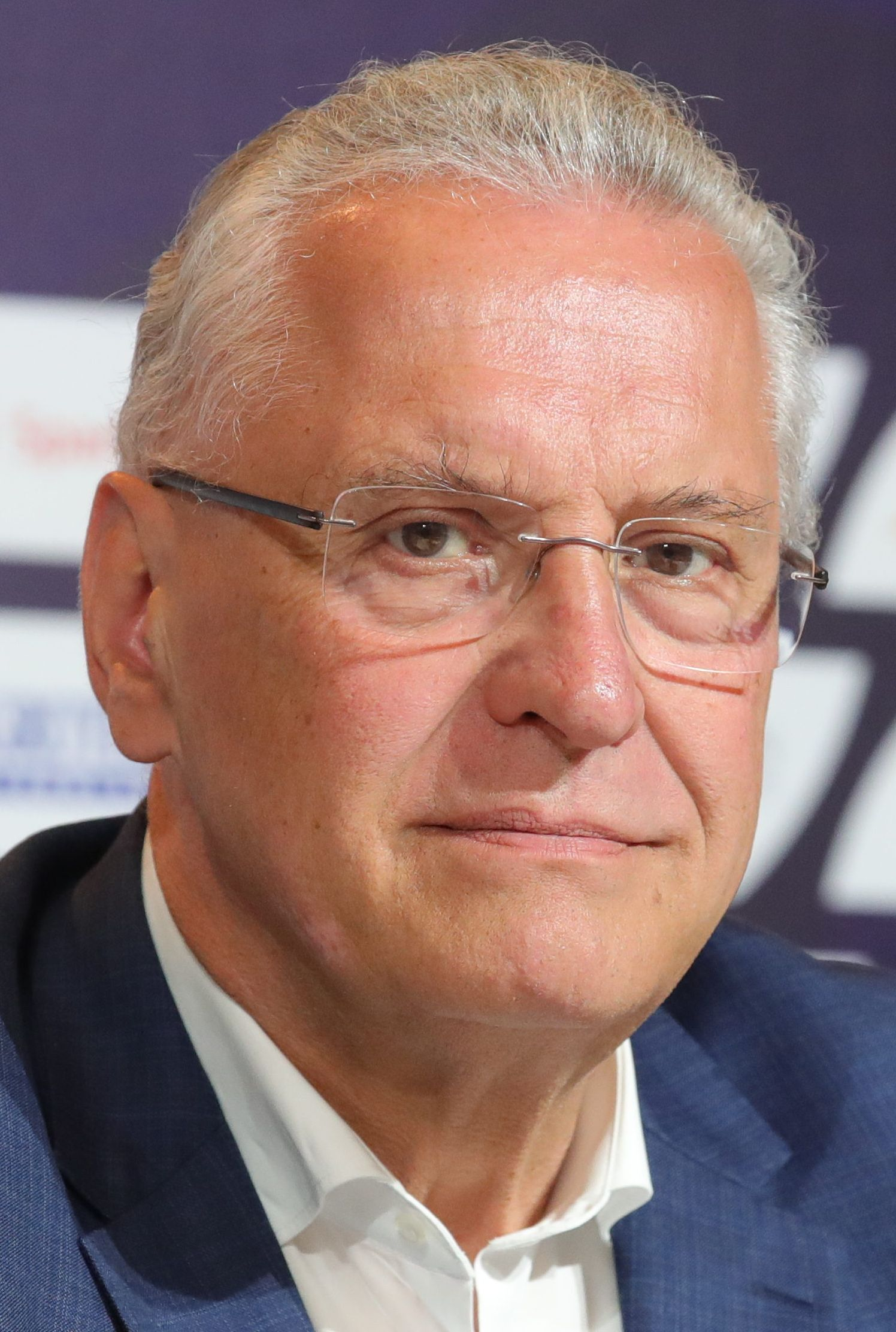
Joachim Herrmann (* 1956)

- 1956: Joachim Herrmann, deutscher Rechtsanwalt und Politiker, MdL, Landesminister
- 1957: Ray Romano, US-amerikanischer Schauspieler und Comedian
- 1957: Kevin Rudd, australischer Politiker und Diplomat
- 1958: Rick Mahorn, US-amerikanischer Basketballspieler
- 1958: Dagmar Stelberg, deutsche Handballspielerin
- 1959: Crin Antonescu, rumänischer Historiker und Politiker
- 1959: María Teresa Dova, argentinische Physikerin
- 1959: Claudia Wenzel, deutsche Schauspielerin
- 1960: Marion Appel, deutsche Volleyballspielerin
- 1960: David James Elliott, US-amerikanischer Schauspieler
- 1961: Thomas Klemm, deutscher Musiker, Komponist und Musikproduzent
- 1961: Christoph Specht, deutscher Arzt, Medizinjournalist und Filmemacher
- 1962: Peter Åslin, schwedischer Eishockeyspieler

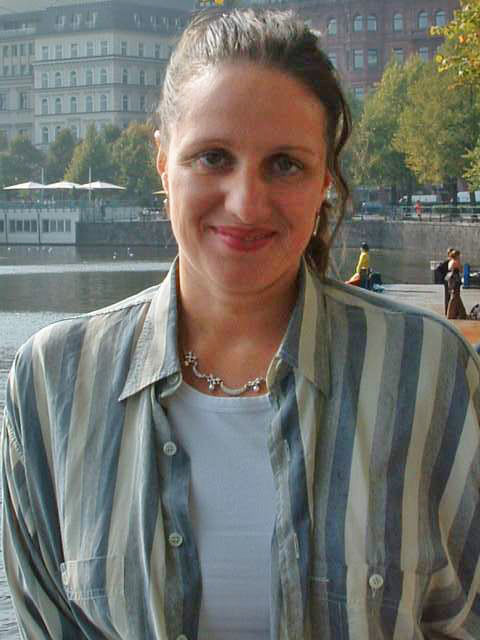
Bettina Röhl (* 1962)

- 1962: Bettina Röhl, deutsche Journalistin, Tochter von Ulrike Meinhof
- 1963: Lucia Stefanel, deutsche Schauspielerin
- 1964: Carlos Aguilera, uruguayischer Fußballspieler
- 1964: Giovanni Ferrero, italienischer Unternehmer
- 1965: Frédéric Beigbeder, französischer Schriftsteller
- 1965: Xan Cassavetes, US-amerikanische Schauspielerin, Drehbuchautorin und Regisseurin
- 1965: Katharina Greschat, deutsche evangelische Theologin
- 1966: Rinat Achmetow, ukrainischer Unternehmer
- 1967: Faith Hill, US-amerikanische Country- und Pop-Sängerin
- 1967: Vera Int-Veen, deutsche Moderatorin
- 1968: Maurizio Mediani, italienischer Autorennfahrer
- 1969: Catrine Bengtsson, schwedische Badmintonspielerin
- 1969: Curtis Leschyshyn, kanadischer Eishockeyspieler
- 1969: Ivan Shvedoff, russisch-deutscher Schauspieler

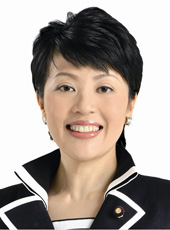
Haruko Arimura (* 1970)

- 1970: Haruko Arimura, japanische Politikerin
- 1970: Martin Ostermeier, deutscher Schauspieler
- 1971: Beate Wendt, deutsche Fußballspielerin
- 1971: Luke Wilson, US-amerikanischer Schauspieler
- 1972: Liam Gallagher, britischer Sänger (Oasis)
- 1972: Melanie Reismann, deutsche Fußballspielerin
- 1972: David Silveria, US-amerikanischer Musiker (Korn)
- 1973: Bettina Belitz, deutsche Jugendbuchautorin und Journalistin
- 1973: Manuel Gräfe, deutscher Fußballschiedsrichter
- 1973ː Sarah Thomas, US-amerikanische Schiedsrichterin im American Football
- 1974: Daniel Bogusz, polnischer Fußballspieler
- 1974: Henning Fritz, deutscher Handballspieler
- 1975: Kevin Gallen, englischer Fußballspieler
- 1975: Kaisa Varis, finnische Skilangläuferin und Biathletin

#### 1976–2000
- 1976: Daniel Humm, schweizerischer Koch
- 1976: Máté Kamarás, ungarischer Musicaldarsteller
- 1976: Dominique Lacasa, deutsche Sängerin und Schauspielerin
- 1977: Natalia Gavrilița, moldauische Ökonomin, Ministerpräsidentin Moldaus
- 1977: Marcin Lijewski, polnischer Handballspieler

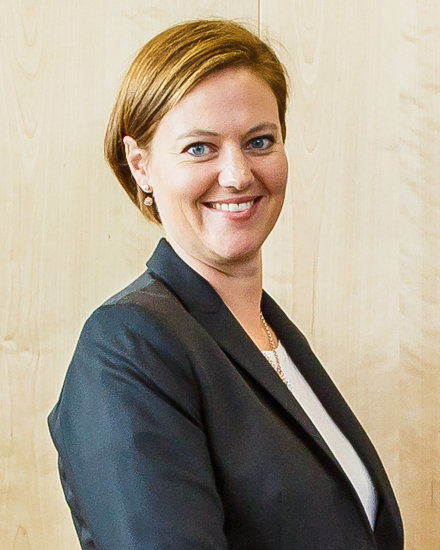
Marit Berger Røsland (* 1978)

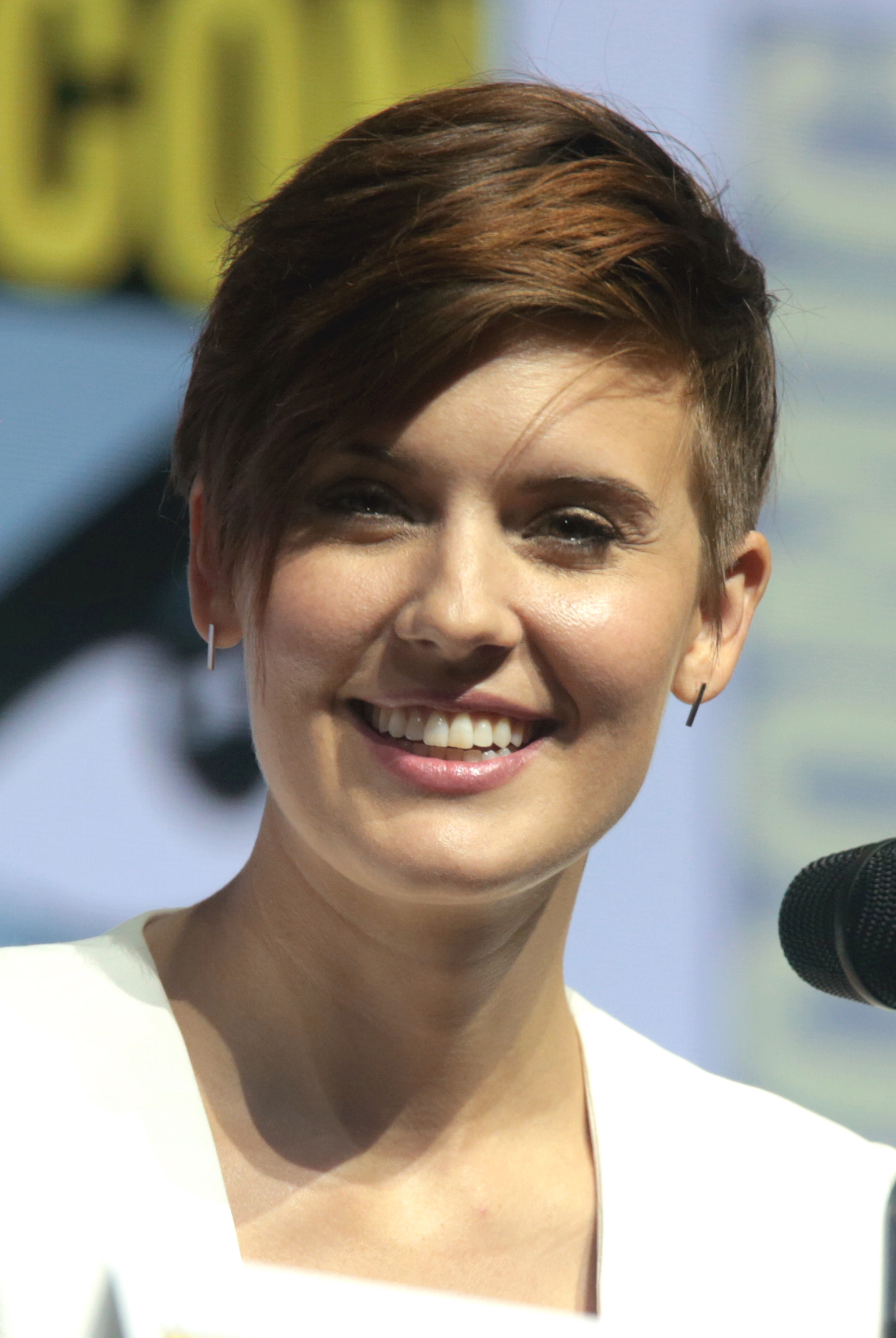
Maggie Grace (* 1983)

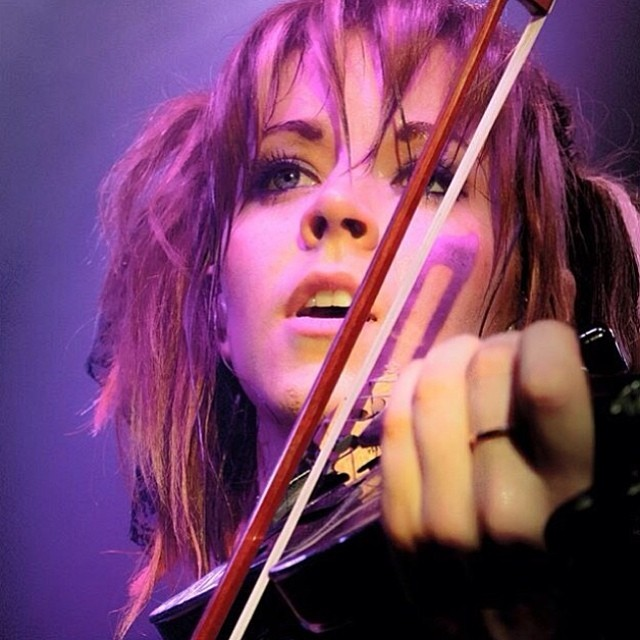
Lindsey Stirling (* 1986)

- 1978: Marit Berger Røsland, norwegische Politikerin
- 1978: Doug Howlett, neuseeländischer Rugby-Union-Spieler
- 1979: Kristina Arnaudova, mazedonische Pop-Sängerin
- 1980: Ralf Bader, deutscher Handballspieler
- 1980: Kareena Kapoor, indische Schauspielerin
- 1980: Autumn Reeser, US-amerikanische Schauspielerin
- 1980: Tomas Scheckter, südafrikanischer Rennfahrer
- 1981: Nicole Richie, US-amerikanisches Model
- 1982: Felisberto Sebastião da Graca Amaral, angolanischer Fußballspieler
- 1982: Parvati Shallow, US-amerikanische Boxerin
- 1983: Francesco Dracone, italienischer Rennfahrer
- 1983: Maggie Grace, US-amerikanische Schauspielerin
- 1985: Pedro Geromel, brasilianisch-italienischer Fußballspieler
- 1985: Alexandra Hirschi, australische Fernsehmoderatorin, Vloggerin und Influencerin
- 1985: Camill Jammal, deutscher Schauspieler und Musiker
- 1985: Stefan König, deutscher Schauspieler
- 1986: Grete Eliassen, norwegisch-US-amerikanische Freestyle-Skierin
- 1986: Lindsey Stirling, US-amerikanische Violinistin
- 1987: Marcelo Estigarribia, paraguayischer Fußballspieler
- 1987: Katy Townsend, britische Schauspielerin
- 1988: Yazalde Gomes Pinto, portugiesischer Fußballspieler
- 1988: Marco Perchtold, österreichischer Fußballspieler
- 1989: Loan Boumelaha, algerisch-französischer Fußballspieler
- 1989: Jason Derulo, US-amerikanischer Sänger und Songwriter

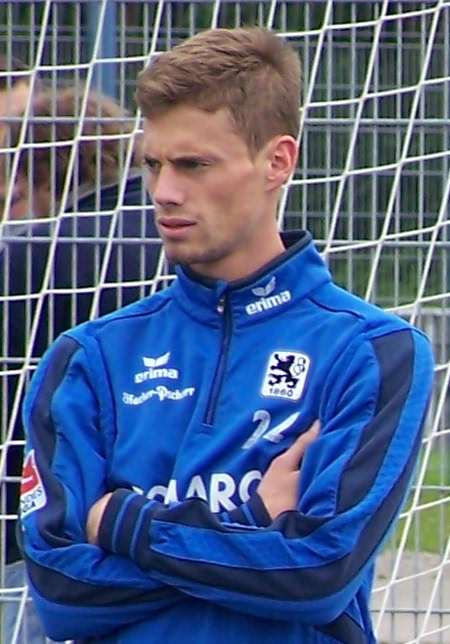
Sandro Kaiser (* 1989)

- 1989: Sandro Kaiser, deutscher Fußballspieler
- 1989: Daniel Keita-Ruel, deutsch-französischer Fußballspieler
- 1990: Al-Farouq Aminu, nigerianisch-US-amerikanischer Basketballspieler
- 1990: Christian Serratos, US-amerikanische Schauspielerin
- 1992: Arlissa, deutsch-US-amerikanische Singer-Songwriterin
- 1992: Jacek Góralski, polnischer Fußballspieler
- 1992: Sindre Ure Søtvik, norwegischer Nordischer Kombinierer
- 1993: Wendy Güntensperger, Schweizer Schauspielerin
- 1993: Ante Rebić, kroatischer Fußballspieler
- 1994: Dagi Bee, deutsche YouTuberin
- 1995: Domenic Redl, deutscher Synchronsprecher
- 1996: Thilo Kehrer, deutscher Fußballspieler
- 1998: Tadej Pogačar, slowenischer Radrennfahrer
- 2000: Florian Lipowitz, deutscher Radrennfahrer

### 21. Jahrhundert
- 2005: Craig Moore, schottischer Fußballspieler

## Gestorben

### Vor dem 16. Jahrhundert

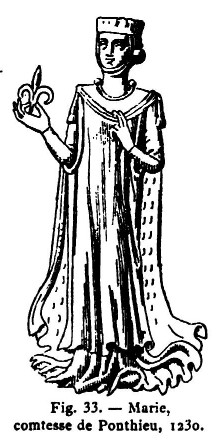
Marie, de Ponthieu († 1250)

- 0019 v. Chr.: Vergil, römischer Dichter
- 0184 oder 185: Apollonius, christlicher Märtyrer und Heiliger
- 0454: Flavius Aëtius, römischer Feldherr
- 0687: Konon, Papst
- 0985: Warin, Erzbischof von Köln
- 1026: Otto Wilhelm, Herrscher von Burgund
- 1109: Svatopluk, böhmischer Herzog
- 1209: Gerhard von Steterburg, deutscher Chronist und Propst
- 1217: Kaupo, Fürst der Liven
- 1217: Lembitu, estnischer Anführer
- 1235: Andreas II., König von Ungarn
- 1250: Marie de Ponthieu, Gräfin von Ponthieu und Montreuil
- 1256: William of Kilkenny, Lordkanzler von England und Bischof von Ely
- 1259: Johannes von Diest, Bischof von Lübeck
- 1307: Thomas Bitton, Bischof von Exeter
- 1317: Viola Elisabeth von Teschen, Königin in Böhmen
- 1325: Burchard III., Erzbischof von Magdeburg

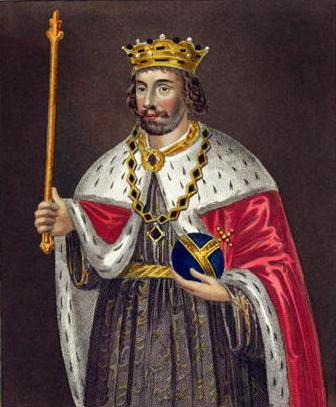
Eduard II. († 1327)

- 1327: Eduard II., König von England
- 1350: Arnold von Bardewik, deutscher Kaufmann und Ratsherr der Hansestadt Lübeck
- 1397: Richard FitzAlan, 11. Earl of Arundel, englischer Adeliger und Mitglied der Lords Appellant
- 1411: Anne de Mortimer, englische Adelige
- 1452: Magnus von Sachsen-Lauenburg, Bischof von Cammin und Hildesheim
- 1474: Georg I., Fürst von Anhalt-Zerbst
- 1481: Bartolomeo Platina, italienischer Humanist und Bibliothekar
- 1482: Georg Hessler, Fürstbischof der Passau
- 1483: Friedrich Sesselmann, Bischof von Lebus sowie Kanzler und Regent im Kurfürstentum Brandenburg
- 1492: Konrad X., Herzog von Oels, Cosel, Beuthen und Steinau

### 16.–18. Jahrhundert
- 1517: Dyveke Sigbritsdatter, dänische Mätresse
- 1519: Hans Backoffen, deutscher Bildhauer

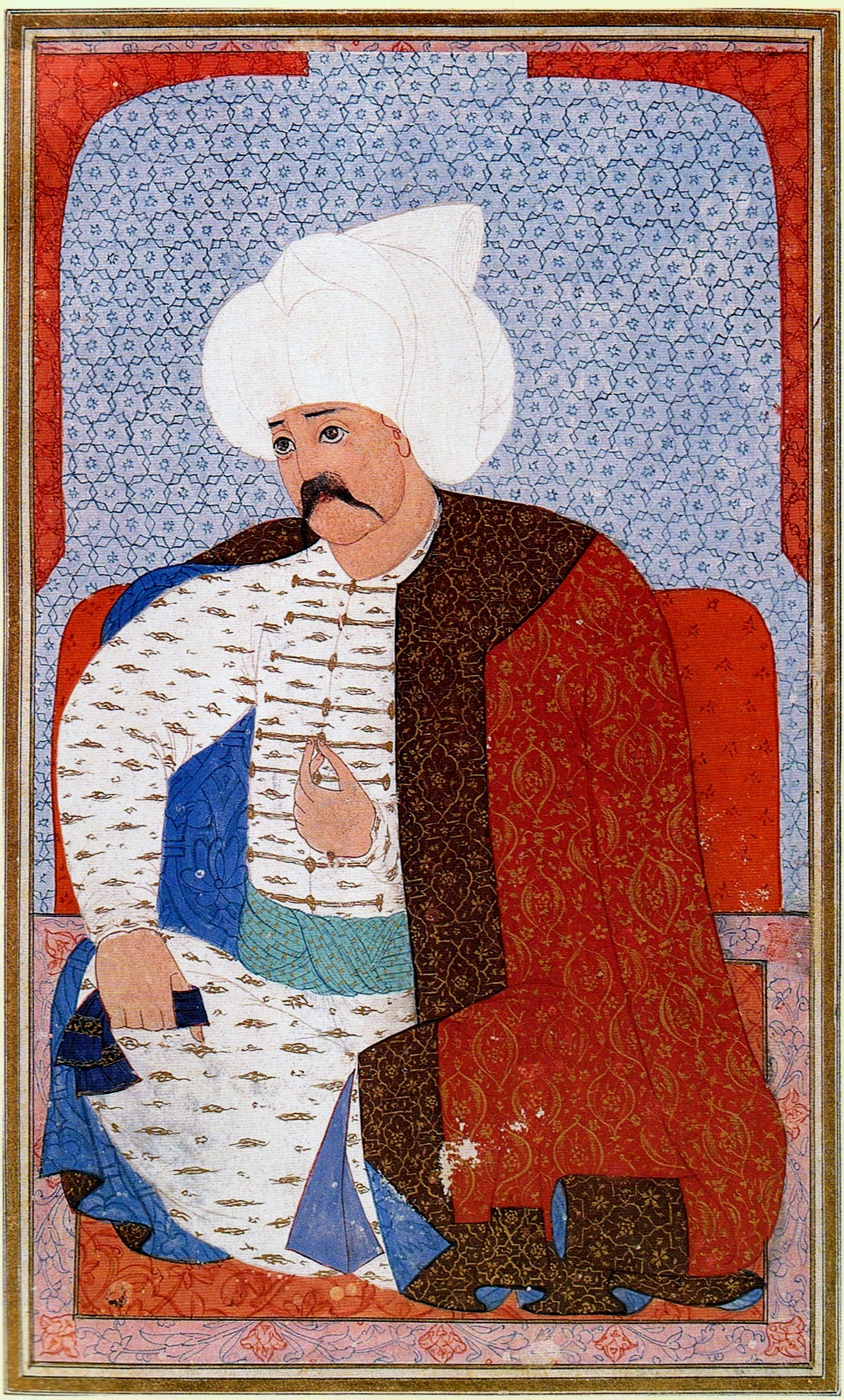
Selim I. († 1520)

- 1520: Selim I., Sultan des Osmanischen Reichs
- 1527: Kasimir, Markgraf von Brandenburg-Kulmbach
- 1546: Pankratius Klemme, deutscher evangelisch-lutherischer Theologe und Reformator
- 1549: Benedetto Accolti, italienischer Kardinal der katholischen Kirche
- 1554: Alessandro Campeggi, italienischer Kardinal
- 1558: Karl V., König von Spanien und Kaiser des Heiligen Römischen Reichs
- 1576: Gerolamo Cardano, italienischer Arzt und Mathematiker
- 1586: Antoine Perrenot de Granvelle, französischer katholischer Erzbischof und Kardinal, Diplomat und Minister
- 1592: Ninian Winzet, schottischer Benediktiner-Pater
- 1629: Jan Pieterszoon Coen, Generalgouverneur der niederländischen Ostindien-Kompanie
- 1631: Joachim Zollikofer, Schweizer Bürgermeister
- 1637: Wilhelm V., Landgraf von Hessen-Kassel
- 1640: Ludolf von Münchhausen, deutscher Adeliger und Bibliotheksbesitzer

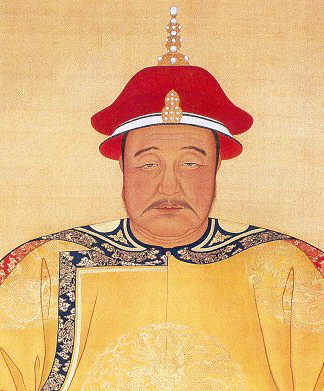
Huang Taiji († 1643)

- 1643: Huang Taiji, Kaiser von China
- 1656: Christian II., Fürst von Anhalt-Bernburg und Tagebuchschreiber
- 1662: Adriaen van Stalbemt, flämischer Maler, Zeichner und Radierer
- 1704: Maria Antonia Scalera Stellini, italienische Dichterin und Dramatikerin
- 1710: Joseph Werner, Schweizer Maler
- 1718: Johann Philipp, Regent der Grafschaft Isenburg
- 1719: Johann Heinrich Acker, deutscher Theologe und Schriftsteller
- 1724: Wilhelm II., Fürst von Nassau-Dillenburg

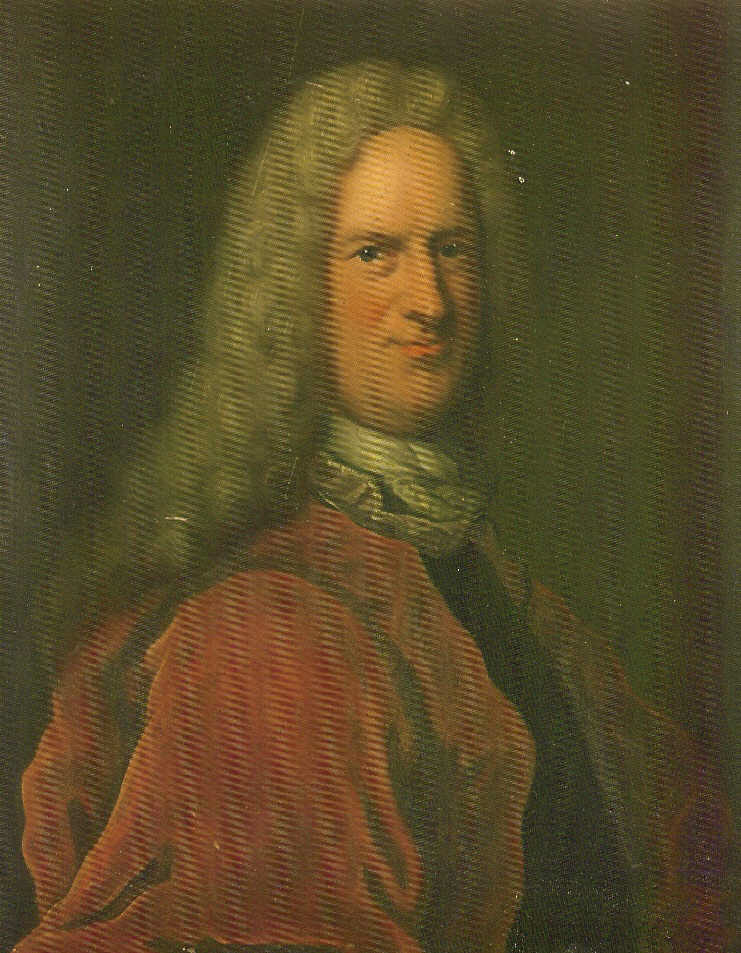
Johann Friedrich II. von Alvensleben († 1728)

- 1728: Johann Friedrich II. von Alvensleben, hannoveranischer Minister
- 1738ː Maria Dorothea Omeis, deutsche Barock-Lyrikerin
- 1739: Saliha Sultan, Gemahlin von Sultan Mustafa II. und Valide Sultan von Mahmud I.
- 1743: Jai Singh II., Maharaja
- 1755: Johan Cornelius Krieger, dänischer Architekt und Gartenkünstler
- 1757: Amarsanaa, Dschungaren-Fürst
- 1765: Johann Martin Gumpp der Jüngere, österreichischer Architekt
- 1792: Philipp von Westphalen, Vertrauter und Mitarbeiter des Herzogs Ferdinand von Braunschweig
- 1796: François Séverin Marceau, französischer General
- 1798: George Read, US-amerikanischer Politiker, Unterzeichner der Unabhängigkeitserklärung

### 19. Jahrhundert
- 1804: Jacob Heinrich Ludwig von Arnim-Suckow, preußischer Landrat und Gutsbesitzer

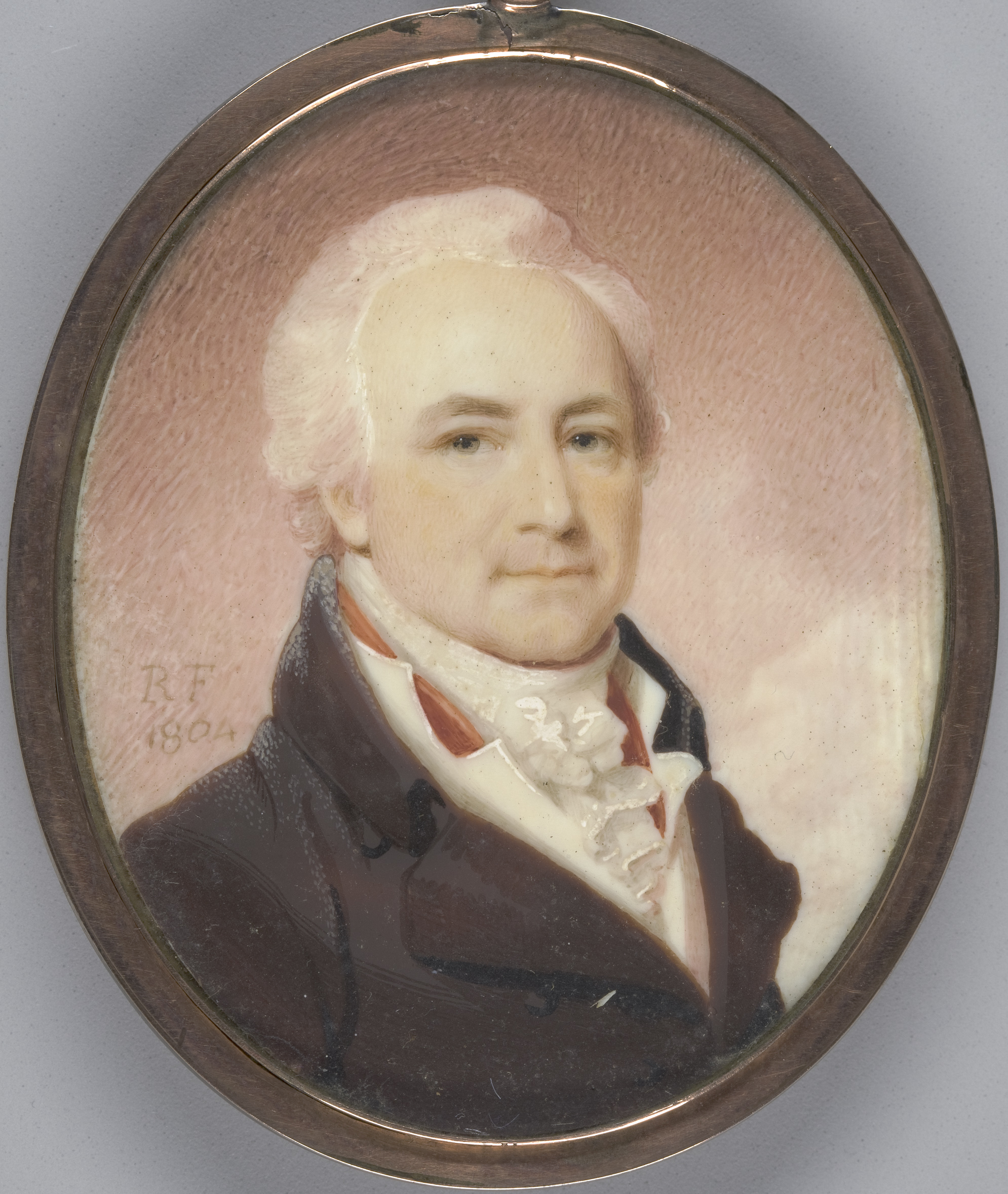
Alexander Reinagle († 1809)

- 1809: Alexander Reinagle, US-amerikanischer Komponist
- 1811: Ferdinand Tige, österreichischer Adeliger, General und Hofkriegsratspräsident
- 1812: Emanuel Schikaneder, österreichischer Schauspieler, Regisseur und Theaterdirektor
- 1814: Johann Ludwig Hogrefe, deutscher Ingenieur und Kartograf
- 1814: Robert Ross, britischer General
- 1820: Joseph Rodman Drake, US-amerikanischer Dichter
- 1821: Joseph Bradley Varnum, US-amerikanischer Politiker, Mitglied und Sprecher des Repräsentantenhauses, Senator
- 1832: Walter Scott, schottischer Schriftsteller
- 1837: Georg Ludolf Dissen, deutscher Altphilologe
- 1843: José Antonio Picasarri, argentinischer Geistlicher und Musiker
- 1845: Georg Cancrin, deutsch-russischer General und Staatsmann
- 1848: Jakob Anton Müller, Schweizer Politiker
- 1851: Adelbert von Bornstedt, deutscher Publizist und Revolutionär
- 1852: William Badger, US-amerikanischer Politiker, Gouverneur von New Hampshire
- 1856: Michail Wielhorski, russischer Komponist, Cellist und Mäzen

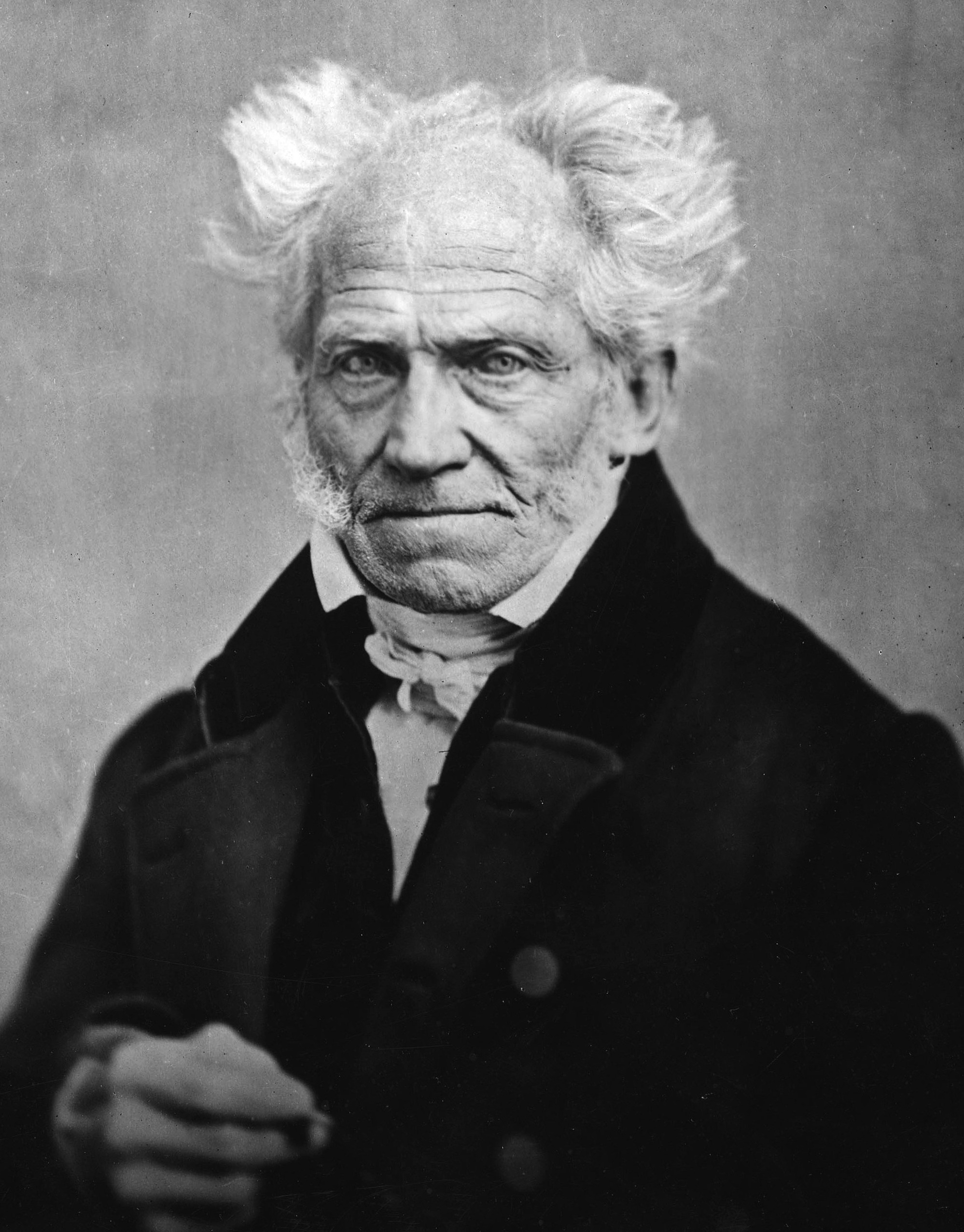
Arthur Schopenhauer († 1860)

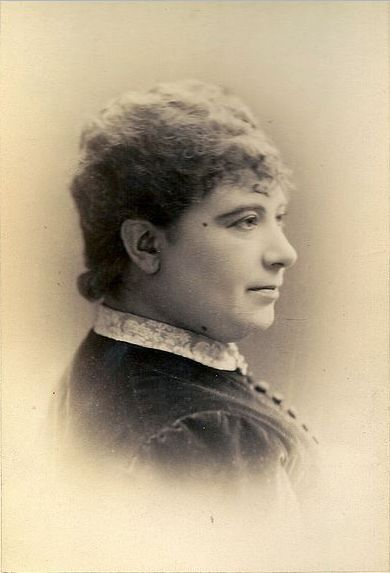
Emma Fursch-Madi († 1894)

- 1860: Arthur Schopenhauer, deutscher Philosoph
- 1866: Karl Ludwig Hencke, deutscher Amateurastronom
- 1868: Ferenc József Gyulay, österreichisch-ungarischer Feldmarschall und Oberbefehlshaber
- 1875: Adalbert, Prinz von Bayern und Erbprinz von Griechenland
- 1880: Manuel Montt, chilenischer Staatspräsident
- 1883: Conrad Bursian, deutscher Philologe und Archäologe
- 1883: Wilhelm Clemm, deutscher Altphilologe
- 1894ː Emma Fursch-Madi, französische Opernsängerin (Sopran)
- 1895: Viktor Rydberg, schwedischer Schriftsteller
- 1896: Henry Petersen, dänischer Archäologe
- 1896: Hugo Ranzenberg, österreichischer Schauspieler und Regisseur
- 1899: Leopold von Sternberg, österreichischer General

### 20. Jahrhundert

#### 1901–1950

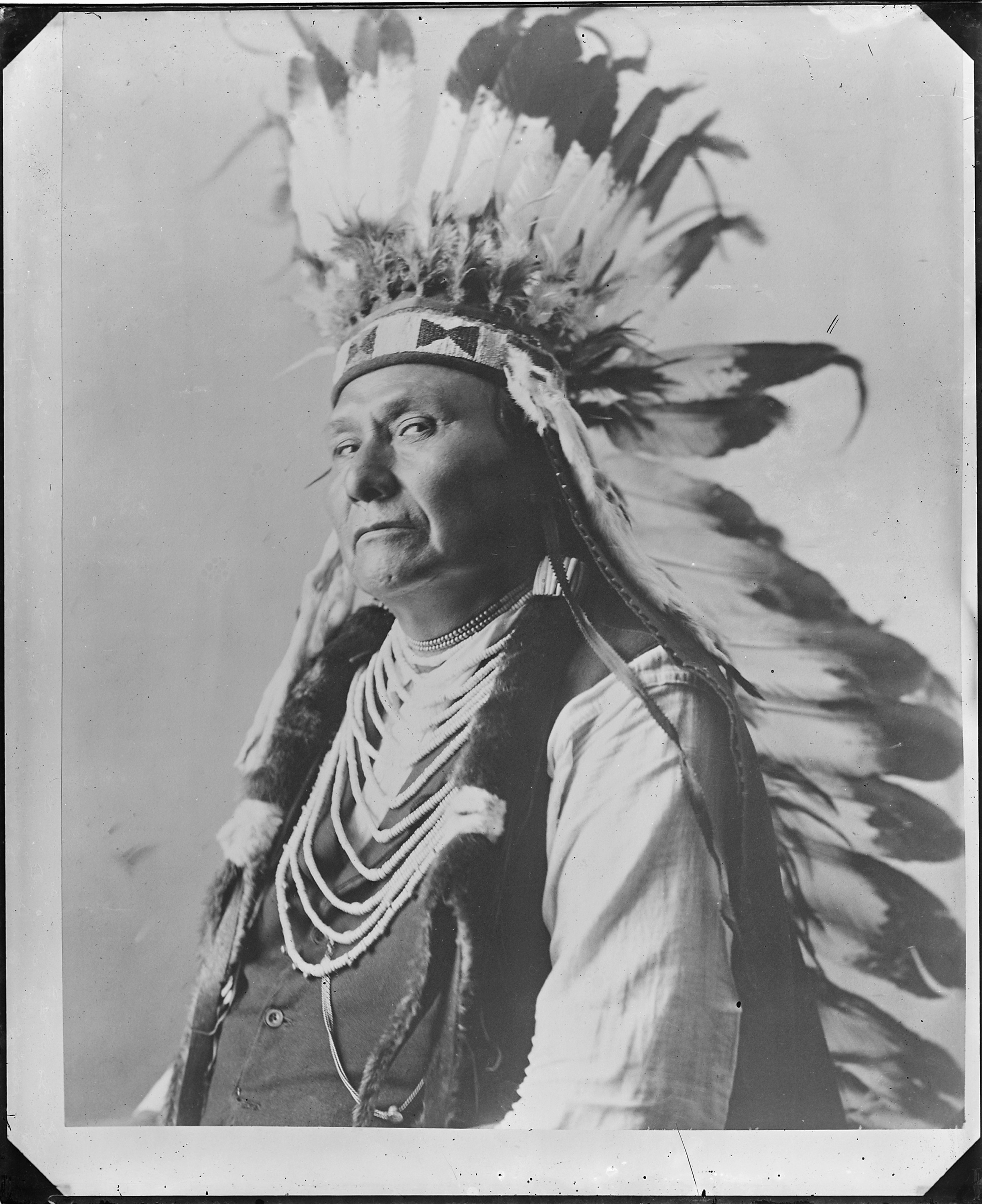
Chief Joseph († 1904)
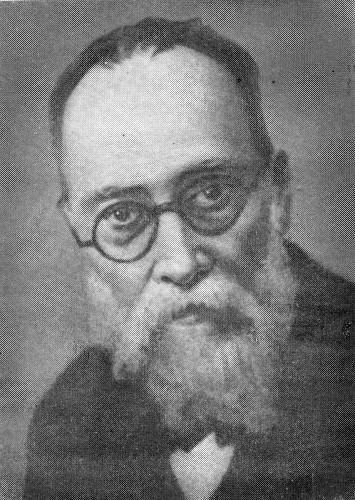
Antoine Meillet († 1936)
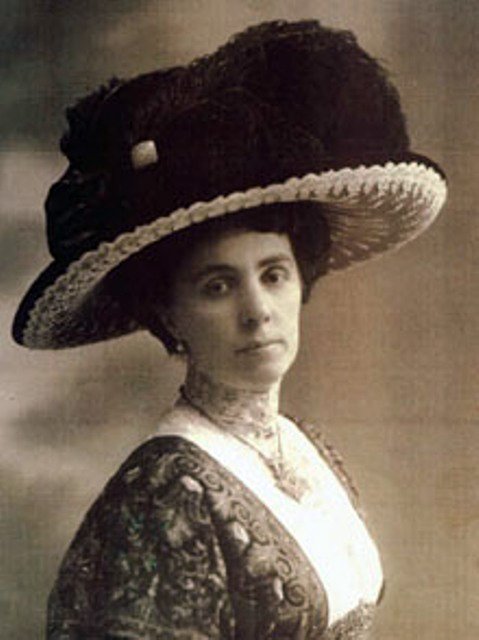
Ivana Brlić-Mažuranić († 1938)

- 1903: Achille Bizzoni, italienischer Journalist, Übersetzer und Schriftsteller
- 1904: Chief Joseph, Häuptling der Nez Percé-Indianer
- 1905: Rudolf Baumbach, deutscher Dichter
- 1905ː Célestine Galli-Marié, französische Opernsängerin
- 1909: Carl Heinrich Rappard, Schweizer Missionar
- 1911: Ahmed Urabi Pascha, ägyptischer Offizier, Politiker und Führer der Urabi-Bewegung
- 1916: Konrad Sturmhoefel, deutscher Historiker
- 1921: Amala, indisches Wolfskind
- 1921: Eugen Dühring, deutscher Nationalökonom, Sozialist und Philosoph
- 1923: Friedrich Vollmer, deutscher Klassischer Philologe
- 1924: Maximilian Reichel, deutscher Feuerwehrbeamter
- 1929: Nathaniel Edwin Harris, US-amerikanischer Politiker, Gouverneur von Georgia
- 1930: Hans Bußmeyer, deutscher Komponist
- 1930: Bernhard Duhr, deutscher Jesuit, Theologe und Historiker
- 1931: Ferdinand Noack, deutscher Archäologe
- 1936: Antoine Meillet, französischer Sprachwissenschaftler
- 1938: Ivana Brlić-Mažuranić, kroatische Kinderbuchautorin
- 1939: Georg Witkowski, deutscher Literaturhistoriker
- 1943: Ladislaus Tuszyński, österreichischer Illustrator, Karikaturist und Trickfilmzeichner
- 1945: Aleksander Antson, estnischer Schriftsteller
- 1946: Itami Mansaku, japanischer Regisseur und Drehbuchautor
- 1950: Anton Kippenberg, deutscher Verleger

#### 1951–1975

Haakon VII. († 1957)
Marie Bonaparte († 1962)
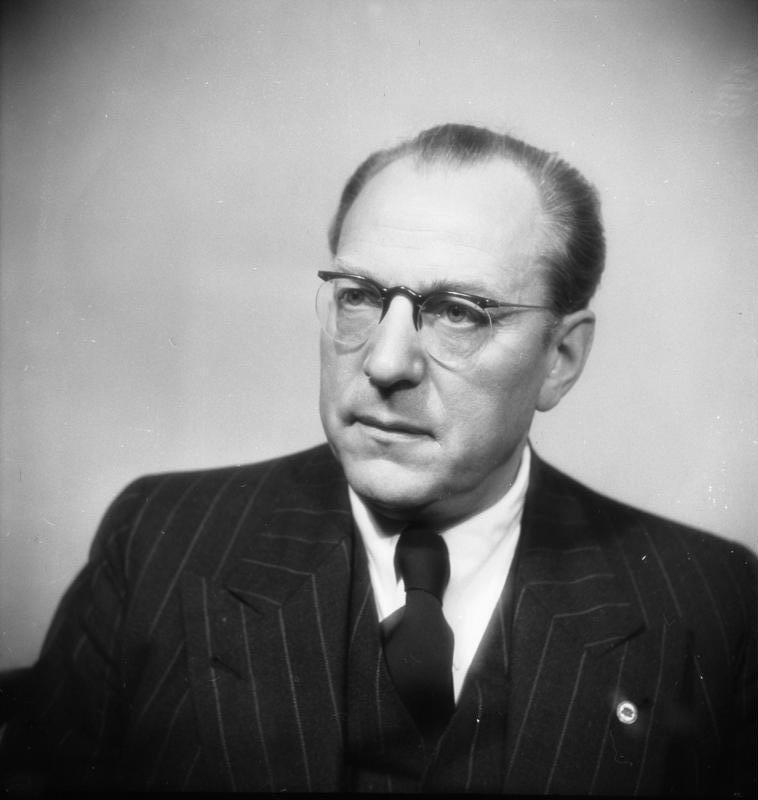
Otto Grotewohl († 1964)

- 1953: Anton Willem Nieuwenhuis, niederländischer Ethnologe
- 1953: Anastasius Nordenholz, deutsch-argentinischer Volkswirt
- 1956: Karl Caspar, deutscher Maler
- 1957: Haakon VII., König von Norwegen
- 1957: Bertha Krupp von Bohlen und Halbach, deutsche Besitzerin der Friedrich Krupp AG
- 1958: Francisco Olazar, argentinischer Fußballspieler und -trainer
- 1958: Peter Whitehead, englischer Formel-1- und Sportwagen-Rennfahrer
- 1959ː Agnes Nicholls, englische Sopranistin
- 1960: Emil Berlanda österreichischer Komponist und Dirigent
- 1961: Uno Kōji, japanischer Schriftsteller
- 1962: Marie Bonaparte, französische Psychoanalytikerin und Autorin
- 1963: Johann Daniel Achelis, deutscher Physiologe und Medizinhistoriker
- 1963ː Luise Holzapfel, deutsche Chemikerin
- 1964: Theodor Blumer, deutscher Komponist und Dirigent
- 1964: Otto Grotewohl, deutscher Politiker, Ministerpräsident der DDR
- 1967: Johannes Hoffmann, deutscher Politiker, MdL, Ministerpräsident des Saarlandes
- 1968: Hirotsu Kazuo, japanischer Schriftsteller
- 1970: Maurice Deprez, französischer Autorennfahrer
- 1970: Fritz von Twardowski, deutscher Diplomat
- 1971: Bernardo Alberto Houssay, argentinischer Physiologe, Nobelpreisträger
- 1971: Egon Itta, deutscher Maler
- 1972: Henry de Montherlant, französischer Schriftsteller
- 1973: Wolfgang Schoedel, deutscher Physiologe
- 1974: Walter Brennan, US-amerikanischer Schauspieler

#### 1976–2000
- 1976: Nikolai Sergejewitsch Akulow, russischer Physiker
- 1976: Robert Saar, deutscher Komponist, Pianist und Organist
- 1976: Friedrich Zietsch, deutscher Politiker
- 1977: Otto Abel, deutscher Kirchenliedkomponist
- 1978ː Petronella van Randwijk, niederländische Kunstturnerin
- 1978: Peter Vogel, deutscher Schauspieler

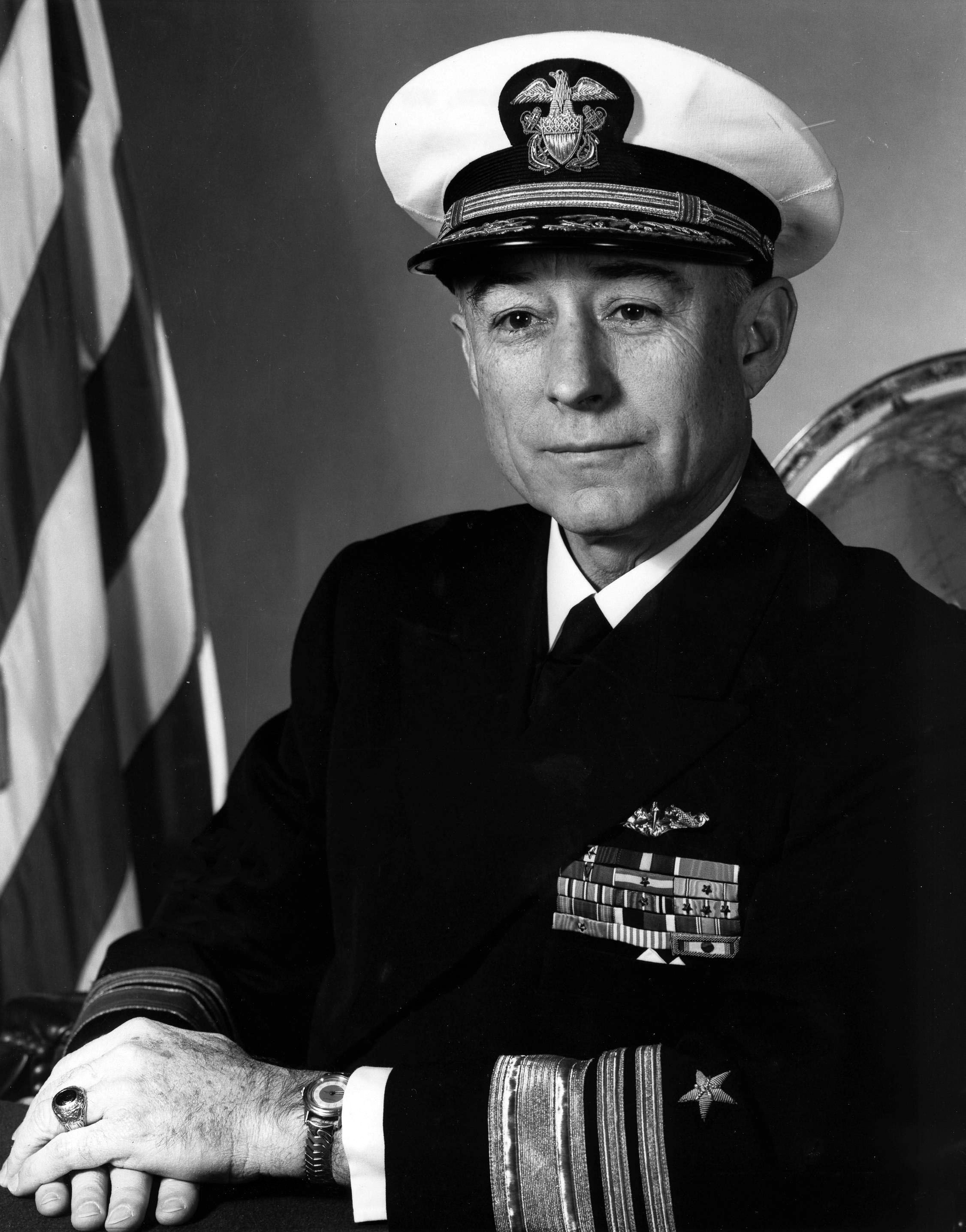
Bernard L. Austin († 1979)

- 1979: Bernard L. Austin, US-amerikanischer Vizeadmiral
- 1979: Sámal Joensen-Mikines, färöischer Maler
- 1980: Waldir Azevedo, brasilianischer Komponist und Cavaquinhospieler
- 1980: Ernest White, kanadischer Organist und Orgelbauer, Chorleiter und Musikpädagoge
- 1981: Tony Aubin, französischer Komponist und Dirigent
- 1981: Carlo Bandirola, italienischer Motorradrennfahrer
- 1981: Nigel Patrick, britischer Schauspieler
- 1982: Howhannes Baghramjan, Marschall der Sowjetunion
- 1982: Herbert Hisel, deutscher Humorist
- 1983: Fayza Ahmed, ägyptische Sängerin und Schauspielerin
- 1983: Erich Münch, Schweizer General
- 1985: Jan Cyž, sorbischer Jurist und Verleger, Landrat von Bautzen
- 1987: Aimo Aaltonen, finnischer Politiker

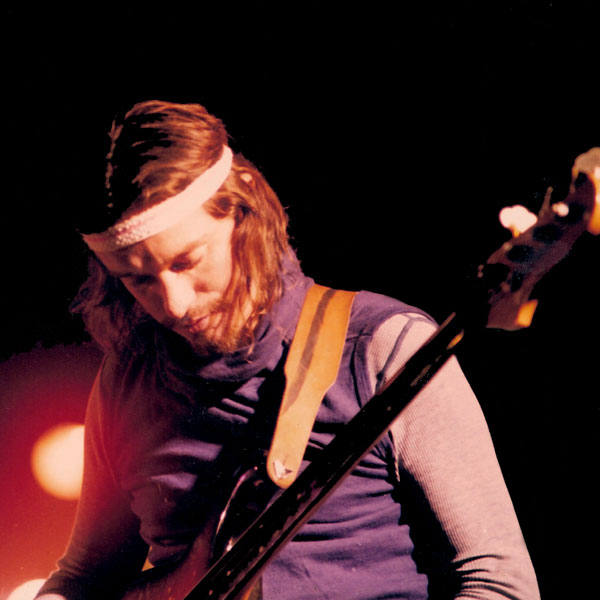
Jaco Pastorius († 1987)

- 1987: Jaco Pastorius, US-amerikanischer Jazzmusiker und Komponist
- 1988: Henry Koster, deutscher Filmregisseur
- 1988: Walter Vogt, Schweizer Schriftsteller und Arzt

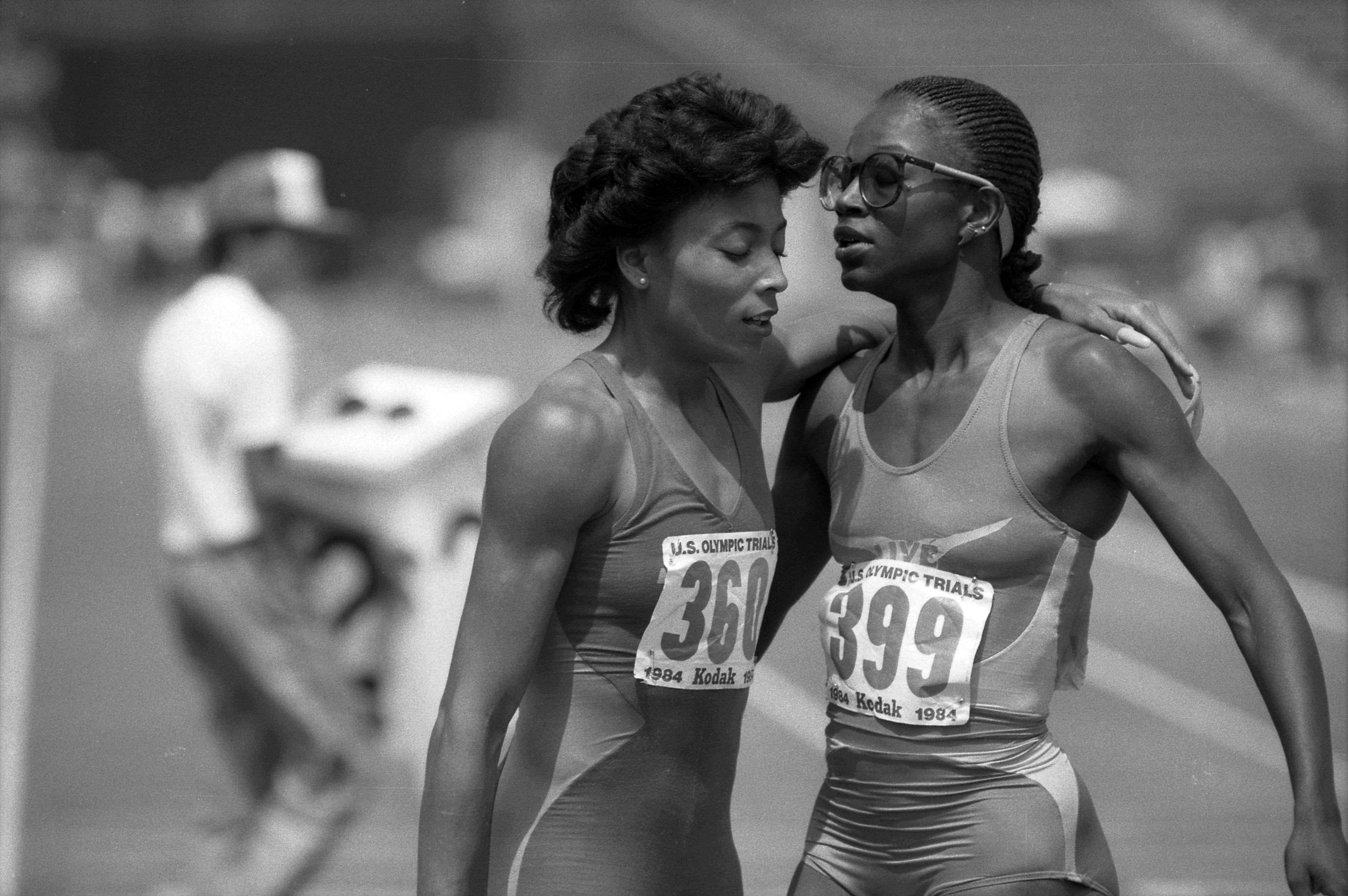
Florence Griffith-Joyner († 1998) hier mit Valerie Brisco-Hooks (rechts)

- 1993: Steffy Stahl, österreichische Tänzerin, Tanzlehrerin und Choreographin
- 1994: Egons Maisaks, sowjetischer bzw. lettischer Schauspieler
- 1995: Donald Johan Kuenen, niederländischer Biologe
- 1996: Erika Cremer, deutsche Physikochemikerin
- 1996: Claus Holm, deutscher Schauspieler
- 1997: Lydia Eberhardt, deutsche Speerwerferin und Fünfkämpferin
- 1998: Florence Griffith-Joyner, US-amerikanische Leichtathletin, Olympiasiegerin
- 1999: Hotsuki Ozaki, japanischer Autor und Literaturkritiker
- 1999: Sander Thoenes, niederländischer Journalist
- 2000: Bengt Hambraeus, schwedischer Komponist, Organist und Musikwissenschaftler

### 21. Jahrhundert

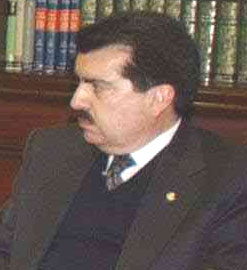
Ramón Martín Huerta († 2005)
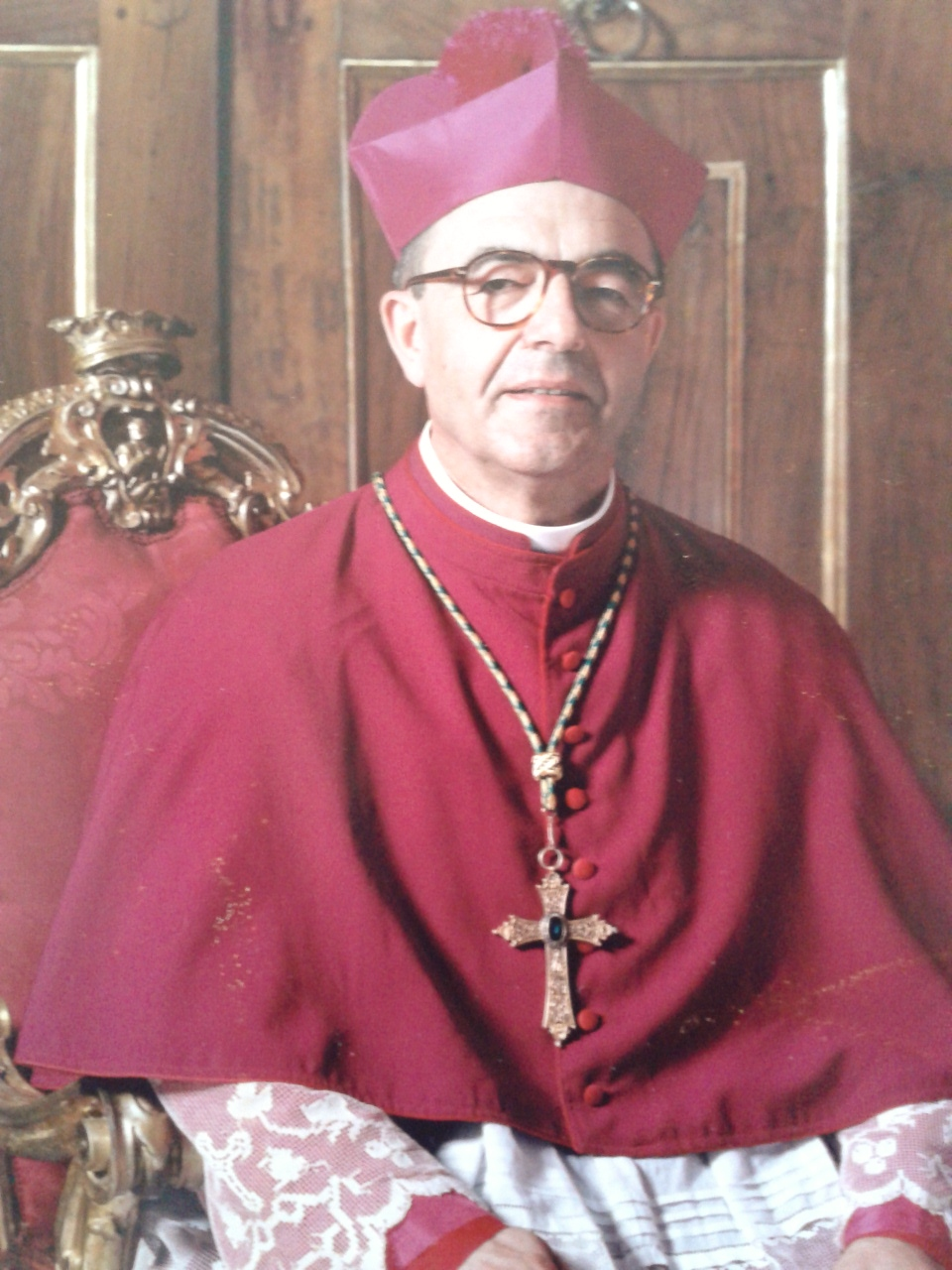
Bruno Schettino († 2012)
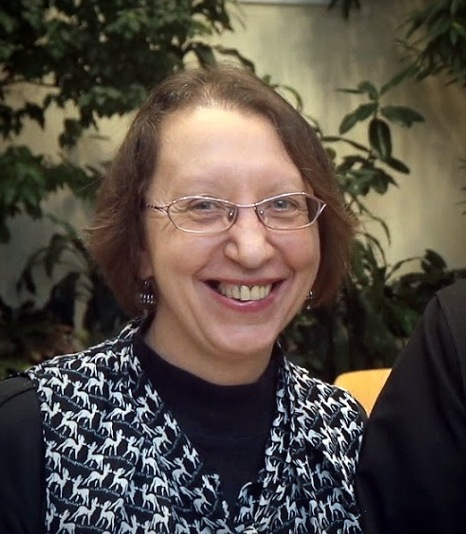
Marianne Sághy († 2018)
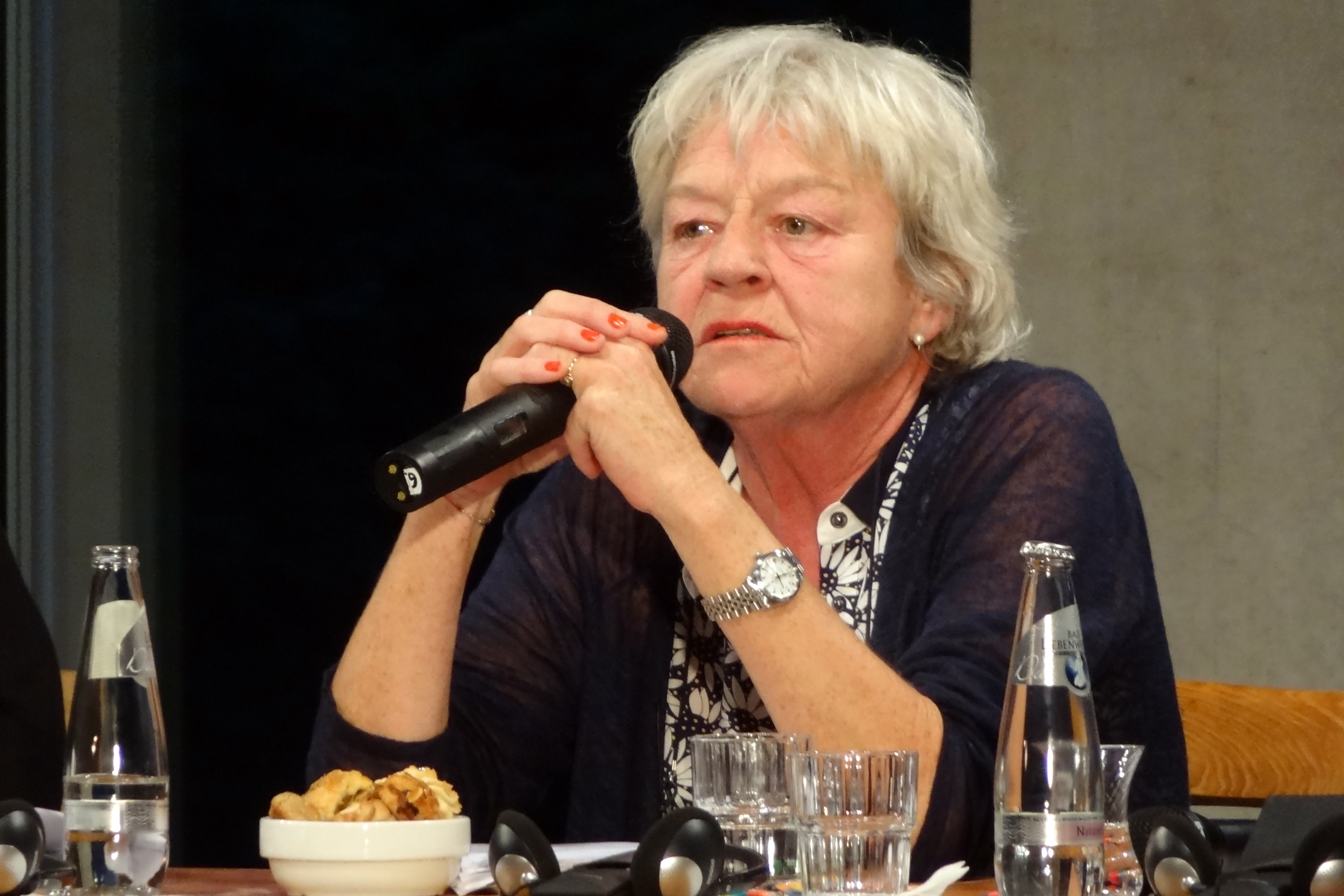
Frie Leysen († 2020)
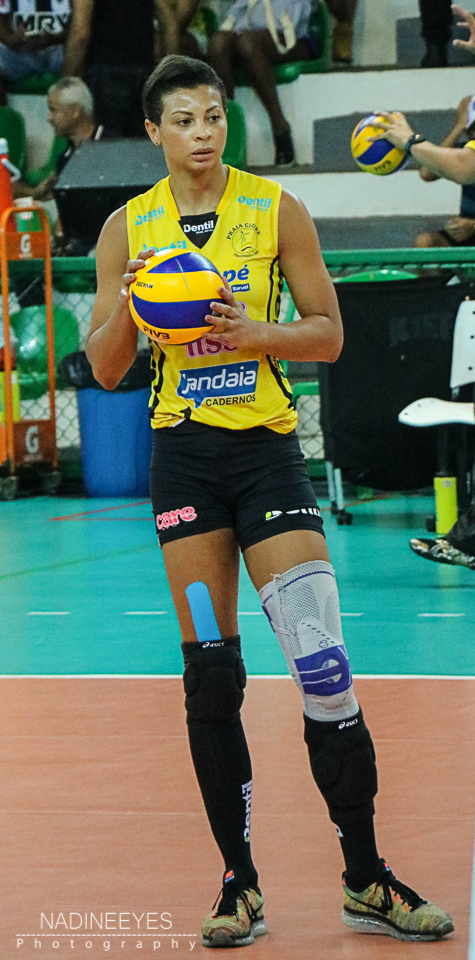
Walewska Oliveira († 2023)

- 2002: Michael Croissant, deutscher Bildhauer
- 2002: Peter Kowald, deutscher Jazzmusiker
- 2003: Robert H. Lochner, US-amerikanischer Journalist und Übersetzer
- 2005: Ramón Martín Huerta, mexikanischer Politiker
- 2005: Gerhard Möllhoff, deutscher Neurologe, Sozialmediziner und Psychiater
- 2006: Vic Sears, US-amerikanischer American-Football-Spieler
- 2007: Hallgeir Brenden, norwegischer Skilangläufer
- 2007: Jürgen Roland, deutscher Spielfilm- und Fernsehfilmregisseur
- 2008: Kurt Böckmann, deutscher Ingenieur und Politiker, MdL, Landesminister
- 2009: Miroslaw Marusyn, ukrainischer Geistlicher, Titularbischof von Cadi
- 2009: Georg Salvamoser, deutscher Unternehmer, Pionier der Solarenergiebranche
- 2010: Armin Schulz, deutscher Germanist und Schriftsteller
- 2011: Marcel Bitsch, französischer Komponist
- 2011: Troy Davis, wegen Mordes an einem Polizisten hingerichteter US-Amerikaner
- 2011: Paulette Dubost, französische Schauspielerin
- 2012: Bruno Schettino, italienischer Geistlicher, Erzbischof von Capua
- 2013: Roman Vlad, rumänisch-italienischer Komponist, Pianist und Musikwissenschaftler
- 2013: Walter Wallmann, deutscher Politiker, Oberbürgermeister von Frankfurt am Main, Bundesminister, Ministerpräsident von Hessen, Bundesratspräsident
- 2014: Marguerite Müller-Yao, chinesisch-deutsche Malerin und Kunsthistorikerin
- 2014: Paul Tiedemann, deutscher Handballspieler und -trainer
- 2015: Yoram Gross, australischer Filmproduzent, -regisseur und Drehbuchautor
- 2015: Wolfgang Weidlich, deutscher Physiker
- 2016: Donald Arthur, US-amerikanischer Synchronsprecher
- 2016: Klaus Harpprecht, deutscher Journalist und Buchautor
- 2017: Liliane Bettencourt, französische Unternehmerin
- 2017: Walter Gorenflos, deutscher Diplomat
- 2018: Eigil Friis-Christensen, dänischer Geophysiker
- 2018: Marianne Sághy, ungarische Historikerin
- 2019: Sigmund Jähn, deutscher Kosmonaut
- 2019: Günter Kunert, deutscher Schriftsteller
- 2020: Marlies Janz, deutsche Literaturwissenschaftlerin, Literaturkritikerin und Verlagslektorin
- 2020: Frie Leysen, belgische Theaterleiterin und Festivalgründerin
- 2020: Michael Lonsdale, französisch-britischer Schauspieler
- 2020: Claude Moisy, französischer Journalist und Autor
- 2020: Jacques-Louis Monod, amerikanischer Komponist, Dirigent und Musiktheoretiker französischer Herkunft
- 2021: Robert Haussmann, Schweizer Architekt
- 2021: Mohammed Hussein Tantawi, ägyptischer Militär und Politiker
- 2022: Andrea Bodó, ungarische Turnerin
- 2022: Bernhardt Edskes, niederländischer Orgelbauer
- 2023: Sabine Bothe, deutsche Handballtorspielerin
- 2023: Luise Deschauer, deutsche Schauspielerin
- 2023: Walewska Oliveira, brasilianische Volleyballspielerin

## Feier- und Gedenktage
- Kirchliche Gedenktage
  - Hl. Matthäus (Apostel), judäischer Apostel, eventuell Märtyrer (evangelisch, anglikanisch, römisch-katholisch)
- Namenstage
  - Debora, Jonas (katholisch)
- Staatliche Feier- und Gedenktage
  - Armenien: Unabhängigkeit von der Sowjetunion (1991)
  - Belize: Unabhängigkeit von Großbritannien (1981)
  - Malta: Independence Day, Unabhängigkeit von Großbritannien (1964)
- Gedenktage internationaler Organisationen
  - Weltfriedenstag (UNO) (seit 1981)
  - Welt-Alzheimertag (WHO) (seit 1994)

Weitere Einträge enthält die Liste von Gedenk- und Aktionstagen.